# الدروز في إسرائيل
يُشكل الدروز في إسرائيل رابع جماعة دينيّة، وهي أقلية إثنية دينية بين المواطنين العرب في إسرائيل، وبينما يعتبر معظم الدروز الإسرائيليين أنفسهم عرباً من الناحية العرقية، تعترف الحكومة الإسرائيلية بهم كمجتمع منفصل عن العرب. حصل الدروز في منطقة الجليل ومنطقة حيفا على الجنسية الإسرائيلية تلقائياً في عام 1948. وبعد أن استولت إسرائيل على هضبة الجولان من سوريا في عام 1967 وضمها إلى إسرائيل في عام 1981، مُنح الدروز القاطنين في هضبة الجولان الجنسية الإسرائيلية الكاملة بموجب قانون هضبة الجولان. رفض معظم دروز الجولان الجنسية الإسرائيلية وما زالوا يحتفظون بالجنسية والمواطنة في الجمهورية العربية السورية ويُعاملون بمقام مُقيمين دائمين في إسرائيل.
يعيش معظم الموحدون الدروز في إسرائيل في الشمال، ويشكّلون نسبة 7.6% من مجمل السكان العرب في إسرائيل؛ وقد وصلت أعدادهم في سنة 2019 إلى حوالي 143,000 نسمة أي 1.6% من السكان في إسرائيل. ويضاف إليهم الدروز السوريون القاطنون في هضبة الجولان التي احتلتها إسرائيل في عام 1967 من سوريا وضمتها في عام 1981 بشكل غير شرعي، وهم من المقيمين الدائمين بموجب قانون مرتفعات الجولان. وقد رفضت الأغلبية الساحقة منهم قبول الجنسية الإسرائيلية الكاملة، واختاروا الاحتفاظ بجنسيتهم السورية. في عام 2018 عاش 81% من الدروز الإسرائيليين في المنطقة الشماليّة وحوالي 19% في منطقة حيفا، ويسكن أبناء الطائفة الدرزية في "19" بلدة وقرية تقع جميعها على رؤوس الجبال في شمال إسرائيل. ويعيش الموحدون الدروز في عدد من قرى وبلدات شمال إسرائيل إما بشكل منفرد أو اختلاطًا بالمسيحيين والمسلمين.
خلال الانتداب البريطاني على فلسطين، لم يتبنّ دُروز فلسطين التاريخية أفكار وقيم القومية العربية المُتصاعدة في ذلك الوقت ولم يُشاركوا في المواجهات العنيفة. ومُنذ قيام دولة إسرائيل، أظهر الدروز تضامنهم مع إسرائيل ونأوا بأنفسهم عن القضية الفلسطينية، ويُلزم المواطنون الدروز الذكور في الخدمة الإلزامية بالجيش الإسرائيلي. علماً أنه في الآونة الأخيرة شهد المجتمع الدرزي حالة من الانقسام بشأن الخدمة العسكرية في الجيش الإسرائيلي، فبينما يشكو البعض من أنهم لا يتلقون الدعم الذي يستحقونه بعد الخدمة، تفيد معطيات متنوعة بتراجع كبير في ثقة الدروز بها وفي مؤسساتها، كما ويشهد المجتمع الدرزي تحركاً ملحوظاً لرفض التجنيد الإجباري المفروض على الشبان الدروز.
شجعت الحكومة الإسرائيلية على هوية منفصلة وهي الهوية «الدرزية الإسرائيلية» التي اعترفت بها الحكومة رسمياً، حيث تم فصل الطائفة الدرزية عن المجتمع الإسلامي والديانة الإسلامية وجعلها ديانة مستقلة في القانون الإسرائيلي في وقت مبكر من عام 1957. يتم تعريف الدروز كجماعة عرقية ودينية متميزة في إسرائيل حسب وزارة الداخلية في تسجيل التعداد السكاني، وحسب نظام التعليم الإسرائيلي فإنّ المدارس الدرزية مستقلة ومختلفة في منهاجها عن المناهج في المدارس العبرية والعربية، وتتمتع المدراس الدرزية «بالحكم الذاتي» داخل النظام التعليمي الناطق باللغة العربيّة. منذ عقد 2000 شهد المجتمع الدرزي تحسناً كبيراً في مستوى التعليم والاقتصاد، ويتمتع الموحدون الدروز في إسرائيل بثاني أعلى الإنجازات في القطاع العربي على جميع المؤشرات بعد المسيحيون العرب: من حيث نسبة الحاصلين على شهادة الثانوية العامة (البجروت)، ونسب خريجي الجامعات، ومجالات العمل.

## الديانة

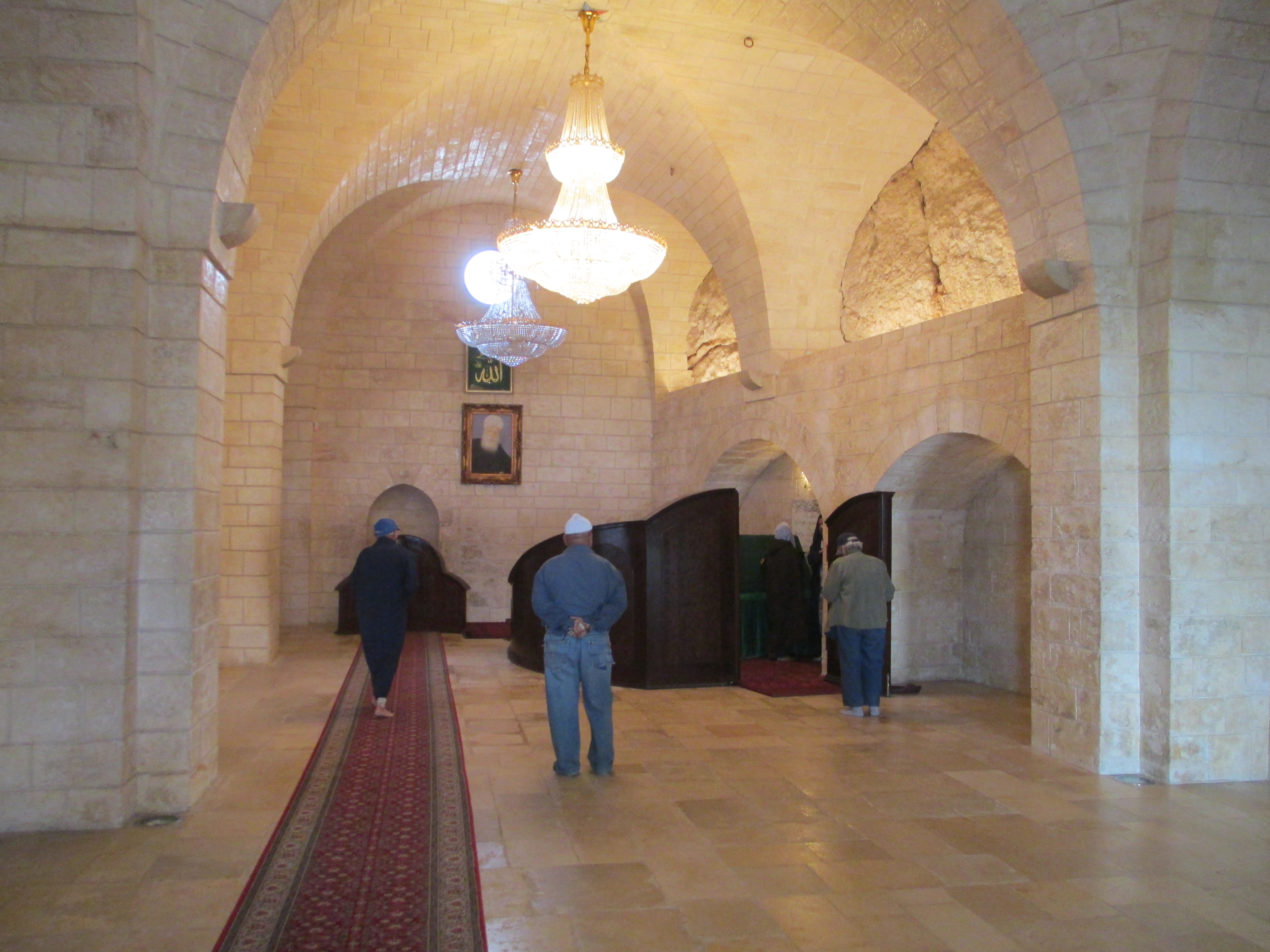
داخل مقام النبي شعيب: يُعدّ النبي شعيب المؤسس الروحي والنبي الرئيسي في مذهب التوحيد الدرزي.

الدروز ويسمون أنفسهم «المُوحدون» هم عرقية دينية عربية تدين بمذهب التوحيد ذي التعاليم الباطنية؛ وتعود أصوله إلى الإسماعيلية إحدى المذاهب الإسلامية، كما ترجع جذور الدروز إلى غرب آسيا. ويطلقون على أنفسهم اسم أهل التوحيد أو الموحدون. كما أنهم يقدّسون النبي شعيب أحد أنبياء العرب، الذي يعدونه المؤسس الروحي والنبي الرئيسي في مذهب التوحيد. يُعدّ البعض مذهب التوحيد أحد المذاهب الإسلامية والمُتفرّعة من الإسماعيلية، في حين يُعدّه البعض ديانة إبراهيمية وتوحيدية مُستقلة مُنشقة عن الإسلام، والمذهب التوحيدي قائم على تعاليم حمزة بن علي بن أحمد والخليفة الفاطمي الحاكم بأمر الله والفلاسفة اليونانيين مثل أفلاطون وأرسطو. يؤمن الموحدون الدروز بظهور سبعة أنبياء في فترات مختلفة من التاريخ وهم: آدم، ونوح، وإبراهيم، وموسى، ويسوع، ومحمد، ومحمد بن إسماعيل.
رسائل الحكمة هي النص الأساسي لإيمان ومعتقدات الموحدين الدروز. ويستند مذهب التوحيد أو الدرزي على عناصر من الإسماعيلية، وهي فرع من الإسلام الشيعي، والغنوصية، والأفلاطونية، والفيثاغورية، وبعض العناصر اليهودية والمسيحيَّة والهندوسية. فضلاً عن فلسفات ومعتقدات أخرى، مما أدّى إلى ابتكار لاهوت عُرف بالسريَّة والتفسير الباطني للكتب الدينية وتسليط الضوء على دور العقل والصدق. يؤمن الدروز بالظهور الإلهي، والتناسخ أو التقمص، الذي يتلخص مفهومه في رجوع الروح إلى الحياة بجسد آخر، وهي فكرة فلسفية ودينية مرتبطة بالجسد والروح والذات حسب المعتقدات الدرزية. ولا تتبع العقيدة الدرزية أركان الإسلام الخمسة، مثل الصيام في شهر رمضان، والحج إلى مكة.
في عام 1957، اعترفت الحكومة الإسرائيلية رسمياً بالدروز كمجتمع ديني منفصل، وككيان ديني منفرد له محاكمه الروحية الخاصة في شؤون الأحوال الشخصية من زواج وطلاق وحضانة وتبنٍ. لا يَعتبر الدروز الإسرائيليين مذهب التوحيد كمذهب إسلامي، ويرون أن مذهب التوحيد الدرزي ديانة مستقلة عن الإسلام، وأنها ديانة قائمة بحد ذاتها.

## تاريخ

### عشية حرب 1948

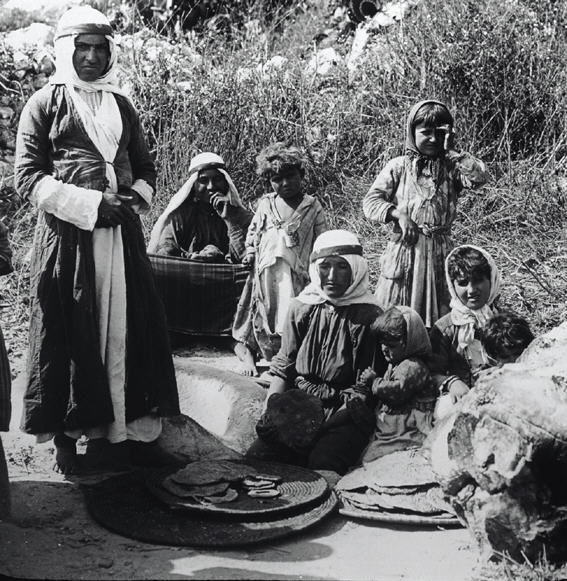
صورة تاريخية لنساء درزيات من عام 1920.

خلال فترات مختلفة من حكم الدولة العثمانية تعرض الموحدون الدروز لحملات من الاضطهاد؛ ومع انتهاء العهد العثماني عام 1917، بدأت فترة جديدة للمنطقة وللدروز أيضًا. في تعداد عام 1922 أيام الانتداب البريطاني على فلسطين كان هناك حوالي 7,617 درزي فلسطيني. وأظهر الدروز خلال الانتداب البريطاني لفلسطين اهتمامًا قليلًا في القومية العربية التي ازداد زخمها خلال القرن العشرين، ولم يشارك الدروز في المناوشات بين العرب واليهود في وقت مبكر من القرن العشرين. بحلول عام 1939، كانت قيادة القرى الدرزية متحالفة رسمياً مع الميليشيات اليهودية قبل قيام دولة إسرائيل، على غرار الهاغانا. خلال حرب 1948 عاد فوزي القاوقجي قائد جيش الإنقاذ إلى سوريا لتنظيم المزيد من القوات، وفي مارس عام 1948 عاد إلى فلسطين من سوريا بكتيبة «الحسين» و«القادسيًّة»، والتي بلغ عددها 360 جنديًا. واستقرت في شفا عمرو كتيبة «جبل العرب» الأخيرة والتي كان يحرسها 500 جندي درزي وكان قائدها شكيب وهاب. وهاجمت القوات الدرزيّة التابعة لجيش الإنقاذ من حين لآخر حركة المرور والمستوطنات اليهودية، كما شاركت في معركة رمات يوهانان، وفي أعقاب المعركة الشرسة التي ألحقت الكثير من الإصابات على الجانبين، توصل قادة الكتيبة إلى اتفاق مع الهاغانا للانسحاب، وقاموا بمعاهدة «حقن الدماء». بعض أفراد الكتيبة، بقيادة إسماعيل قبلان، فروا لاحقاً من سوريا وتطوعوا بالجيش الإسرائيلي لتشكيل أساس قواته الدرزية. وكان الدروز قد أجروا اتصالات في عدة مناسبات مع عملاء من مجتمع اليشوف، وبعد هزيمتهم في رمات يوهانان، عرض ضباط الدروز الانشقاق والانضمام إلى صفوف الهاغانا. الموقف الذي اتخذه الدروز أثر على مصيرهم بعد الحرب. نظرًا للعلاقة الطيبة بين الدروز ومجتمع اليشوف اليهودي من عام 1930 فصاعدًا على الرغم من تعاونهم مع اللجنة العربية العليا وجامعة الدول العربية، أصر دافيد بن غوريون على أن الدروز وكذلك كل من الشركس والموارنة يمكن الاستفادة منهم بالمقارنة مع الجماعات الناطقة بالعربية الآخرى.
خلال حرب التطهير العرقي لفلسطين 1947–1948، تعرض الدروز في فلسطين الانتدابية لضغوط من كل من قبل قيادات اليشوف اليهودية واللجنة العربية العليا، ووجدوا صعوبة في تكوين رأي حول الصراع بين اليهود والفلسطينيين. زار قادة المجتمع الدرزي من الدول المجاورة قرى الدروز في فلسطين ونادوا بالحياد. خلال الأيام الأولى للنزاع، عُقد اجتماع لجميع القادة الدروز من جميع القرى الدرزيَّة في دالية الكرمل، حيث اتفقوا جميعًا على عدم المشاركة في أعمال القتال. أيد هذا القرار قادة الدروز في جبل الدروز. داخل المجتمع الدرزي، كانت هناك اتجاهات متعارضة: في القرى المختلطة الدرزية التي تضم مجتمعات إسلامية ومسيحية مثل عسفيا وشفاعمرو والمغار، حيث كانت هناك نزاعات طائفية قديمة بين الدروز والمُسلمين، وفي القرى الدرزية بالقرب من حيفا والمستوطنات اليهودية في الجليل الغربي، مال زعماء الدروز المحليين إلى تفضيل اليهود في النزاع؛ في حين في القرى الدرزيَّة الواقعة في المناطق العربية، كان القادة المحليون أكثر حذراً بدعم اليهود. كلف جوش بالمون من قبل الوكالة اليهودية لإسرائيل لإدارة العلاقة مع الدروز. وقاد في البداية مقاربة وقائية مع الدروز، والتي هدفت إلى التأكد من أن الدروز لن ينضموا إلى اللجنة العربية العليا.

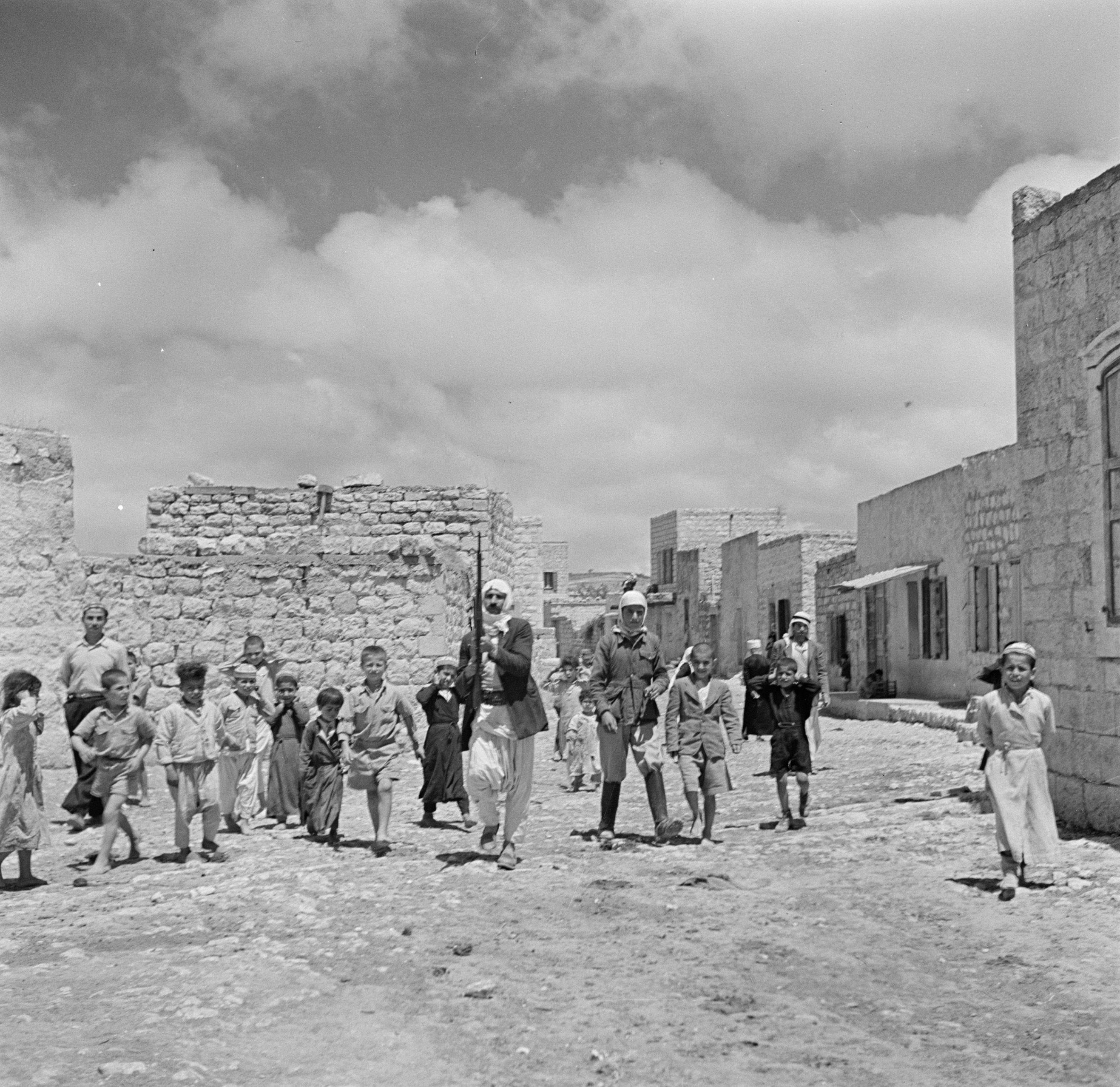
صورة تاريخية لجانب من مظاهر الحياة في دالية الكرمل عام 1948.

خلافًا لنظرائهم المسلمين والمسيحيين، لم تدمر أيّا من القرى الدرزية حرب عام 1948 ولم يجبر الدروز على ترك قراهم بشكل دائم. في عام 1948 جمع الحكام العسكريين الإسرائيليين المواطنين المسيحيين في مراكز بعض القرى في منطقة الجليل، من أجل ترحيلهم من البلاد، فقام زعماء القرية الدروز، وأصرّوا على إبقاء جميع المواطنين المسيحيين في بيوتهم، واستعملوا كل نفوذهم وقدراتهم، من أجل أن يظل المواطنون المسيحيون في بيوتهم. ضمت العديد من القرى في منطقة الجليل على مجتمعات درزية ومسيحية وإسلاميّة، والتي عاشت فيها المجتمعات الثلاثة معاً منذ قرون. ولذلك أصدرت أوامر إلى القادة العسكريين بأن يتركوا لضباط الاستخبارات عملية اتخاذ القرار بشأن من يستطيع أن يبقى ومن لا يستطيع. وكان الدروز قد أصبحوا وقتها متعاونين جداً مع اليهود، وفي القرى التي كانت آهلة جزئياً بالدروز، أٌعفي المسيحيون بصورة عامَّة من الطرد. وفي القرى التي ضمت مجتمعات خليطة من الدروز والمسلمين مثل قرية عمقا، قامت القوات الصهيونية بترحيل المسلمين إلى خارج الحدود، في حين سمحت للدروز التوجه إلى القرى الدرزية المجاورة. ومع إنجاز عملية ديكل واحتلال الجليل الغربيّ، بقيت عدّة قرى سليمة ولم يهجر سكانها، منها كفرياسيف وإعبلين وشفا عمرو، وكانت هذه القرى قرى مختلطة يسكنها كل من الموحدين الدروز والمسيحيين والمسلمين، ومع ذلك طُرد كثيرون من سكانها بسبب أصلهم أو دينهم. وفي بعض القرى المختلطة سمح للدروز بالبقاء، وصدرت أوامر بطرد نصف سكانها، ومعظمهم من المسلمين، ومن ثم سمح للاجئين المسيحيين من قرى مجاورة أخليت حديثاً بالاستقرار فيها، مثل ما حدث في كفرياسيف وإعبلين وشفا عمرو. في قرية عسفيا طالب أعيان الدروز من المسؤولين في القوات الصهيونية بطرد السكان البدو منها بادعاء أنهم «لصوص»، لكن رفض القائد المسؤول القيام بالعملية. لم تتعرض قرية الرامة الجليليّة ذات الأغلبية المسيحيّة للتهجير بسبب ضمها على عدد كبير من السكان الدروز، وبينما نجحت سياسة «فرقّ تسد» في حالة الدروز، الذين وعدوا بالحصانة والأسلحة والامتيازات، فإن المجتمعات المسيحيَّة الفلسطينيَّة كانت أقل «تعاوناً». وفي ديسمبر من عام 1949 أسست وحدة جديدة دعيت «بوحدة الأقليات»، والتي كانت مكونة من الدروز والشركس والبدو الذين تم تجنيدهم لمنع القرويين الفلسطينيين وسكان المدن من العودة إلى بيوتهم الأصلية.
كانت يانوح القرية الدرزية الوحيدة التي استضافت جيش الإنقاذ، وفي سبتمبر من عام 1948 تم إرسال المزيد من المقاتلين في جيش الإنقاذ إلى القرية كتعزيزات لدعم دفاع ترشيحا حيث كان يوجد مقر جيش الإنقاذ. في 29 أكتوبر شنت القوات الإسرائيلية عملية حيرام، وهي عملية أسفرت عن أسر الكثير من الجليل الأوسط وبعض القرى في جنوب لبنان. خلال العملية، قاوم السكان المسلحون في قرية يانوح وجت كتيبة السيف التابعة لالجيش الإسرائيلي، والتي انتهت بمقتل 17 جنديًا إسرائيليًا، وكان 14 منهم من الدروز. لم تكن الوحدة الإسرائيلية تتوقع مواجهة مع القريتين لأن ممثلي يانوح قد أبرموا في السابق اتفاقية سرية مع السلطات الإسرائيلية بعدم المقاومة. وتم منح أسر الجنود الدروز القتلى تعويضات من قبل سكان يانوح وجت، على الرغم من إهمال القريتين في وقت لاحق من الحكومة عندما فرضت إسرائيل سيطرتها على المنطقة حيث كان يُنظر إليهما على أنهما خانتا الدولة.

### بعد تأسيس إسرائيل

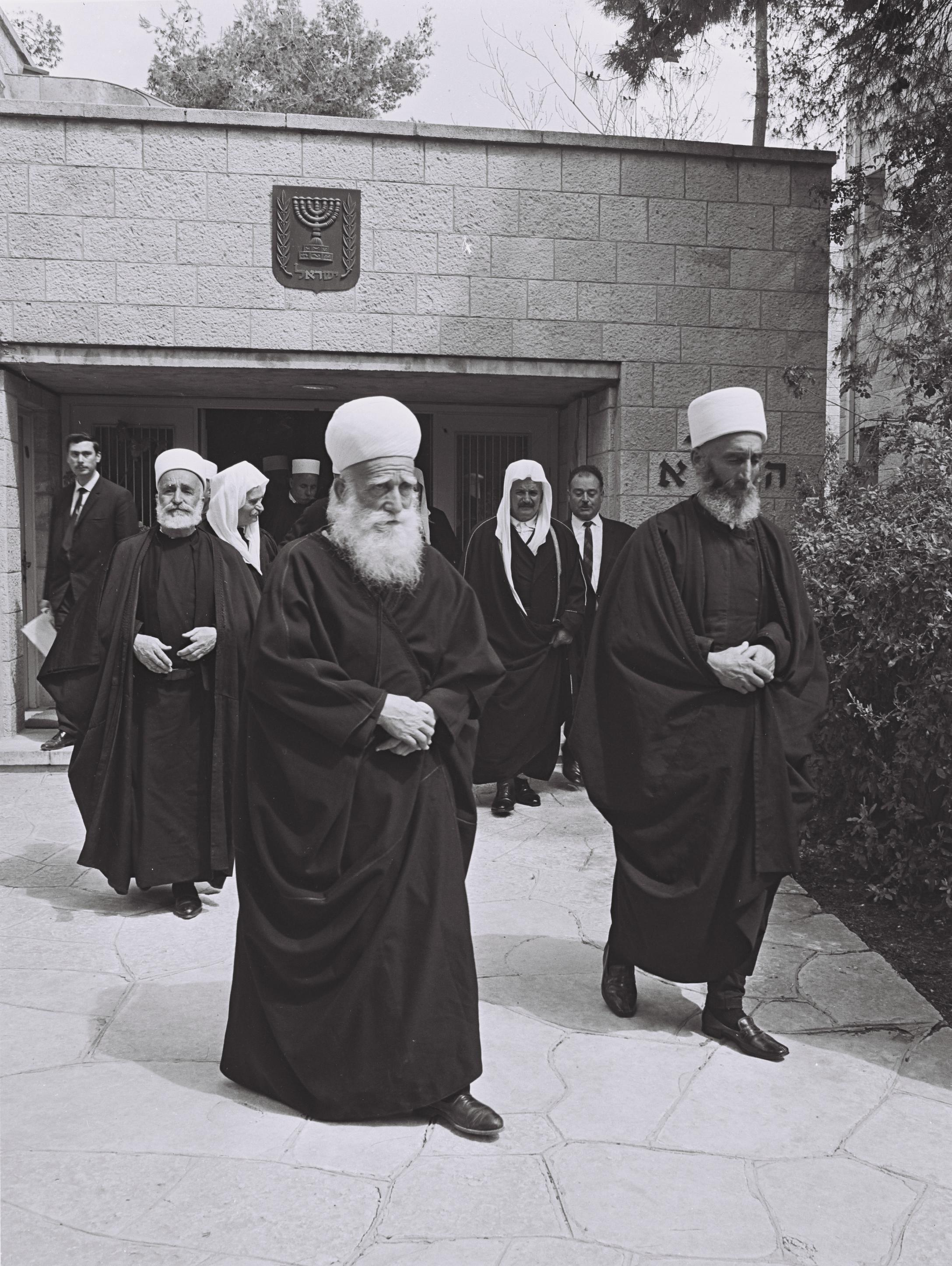
صورة للشيخ أمين طريف وممثلين الطائفة الدرزية يغادرون بيت هاناسى عام 1968.

منذ تأسيس دولة إسرائيل، تضامن الكثير من الدروز مع روح الحركة الصهيونية، عمومًا ينأى دروز إسرائيل بأنفسهم عن المواضيع العربية والإسلامية التي تبناها نظراؤهم المسلمين والمسيحيين. قبل عام 1948 ضمت أبو سنان والمغار وعسفيا على أغلبيَّة درزيَّة إلى جانب أقلية مسيحية عربية كبيرة، لكن بعد إقامة دولة إسرائيل استقر اللاجئون المسلمون من القرى المجاورة المُهجرّة والتي شُرد سكانها خلال الحرب في هذه البلدات، ونجم عن ذلك في بعض الأحيان حالة من التوتر بين السكان القدامى والقادمين الجدد، ويرجع ذلك إلى حد كبير إلى أن الوافدين الجدد كانوا لاجئين وكان السكان السابقون يحتفظون بعلاقات وثيقة مع السلطات الإسرائيلية. وتماشيًا مع الممارسات الدينية الدرزية وهي خدمة الدولة التي يعيشون فيها، يتم تجنيد بشكل إجباري للذكور الدروز في الجيش الإسرائيلي وذلك خلافًا لنظرائهم من المسلمين والمسيحيين. فرضت الحكومة الإسرائيلية على الدروز الذكور التجنيد الإجباري، ومن عام 1954 إلى عام 1956 حدثت أعمال مناهضة للتنجيد الإجباري من قبل الدروز، دعيت باسم «هبّة التجنيد»، وقام لاحقاً الأعضاء في الحزب الشيوعي الإسرائيلي عام 1955 بمقاومة القانون على المستوى السياسي، واستمرت على فترات متقاربة عملياً، في سنة 1958 أقام الشاعر سميح القاسم «منظمة الشباب الأحرار» لمناهضة هذا القانون، وظهرت لاحقاً حركة بارزة ضد التجنيد الإجباري برئاسة العديد من المشايخ الدروز، ومنهم لاحقاً الشيخ فرهود فرهود رئيس لجنة المبادرة الدرزية التي تشكلت في عام 1972. في عام 1972 عارضت لجنة المبادرة الدرزية مصادرة أراضي القرى والبلدات الإسرائيلية من قبل مديرية أراضي إسرائيل والمس بالمقدسات الدينية الدرزية، كما وعارضت التجنيد الإجباري للشباب الدروز.
في عام 1957 تم الاعتراف رسميًا بالهوية الدرزية الإسرائيلية من قبل الحكومة الإسرائيلية، حيث تم فصل الطائفة الدرزية عن المجتمع الإسلامي والديانة الإسلامية وجعلها ديانة مستقلة. وفي عام 1963 أصبح الدروز كيان ديني منفرد له محاكمه الروحية الخاصة في شؤون الأحوال الشخصية من زواج وطلاق وحضانة وتبنٍ. وأصبح يُعرفّ الدروز كجماعة عرقية ودينية متميزة في إسرائيل حسب وزارة الداخلية في تسجيل التعداد. لاحقاً، فُصِلت المجالس المحليّة للقرى الفلسطينيّة الدرزيّة عن بقية المجالس العربيّة. وكان تخصيصُ منهاجٍ تعليميٍّ خاصٍّ بالطائفة الدرزيّة في إسرائيل، خطوةً مفصليّةً من سلسلة خطوات أخرى قامت بها الحكومة الإسرائيلية ما بين السنوات 1956-1975 بهدف فصل الدروز عن مجتمعهم العربيّ الفلسطينيّ، وتم فصل المدارس الرسميّة في القرى الدرزيّة عن دائرة التعليم العربيّ، ووضع برامج تعليم خاصّة باللغة العربية خاص بالدروز، ووضعت كتب تدريس في مواضيع العربيّة والعبريّة والتاريخ والجغرافيا خاصّة بالدروز دون غيرهم، مع استحداث موضوع التراث الدرزيّ. بعد تأسيس دولة إسرائيل كان أمين طريف الرئيس الروحي الأول للطائفة الدرزية بعد عام 1948، وعلى الرغم من التقدير الذي احتفظ به أمين طريف، إلا أن علاقته بالدروز في الدول المجاورة كانت معقدة بسبب ولاء الشيخ لدولة إسرائيل. في عام 1977، بعد شكاوى من المجتمع الدرزي في لبنان من أن القصف الإسرائيلي هدد «خلوات البياضة»، نصح أمين طريف الأعضاء الدروز في الكنيست بطرح أسئلة للحكومة الإسرائيلية حول هذا الموضوع.

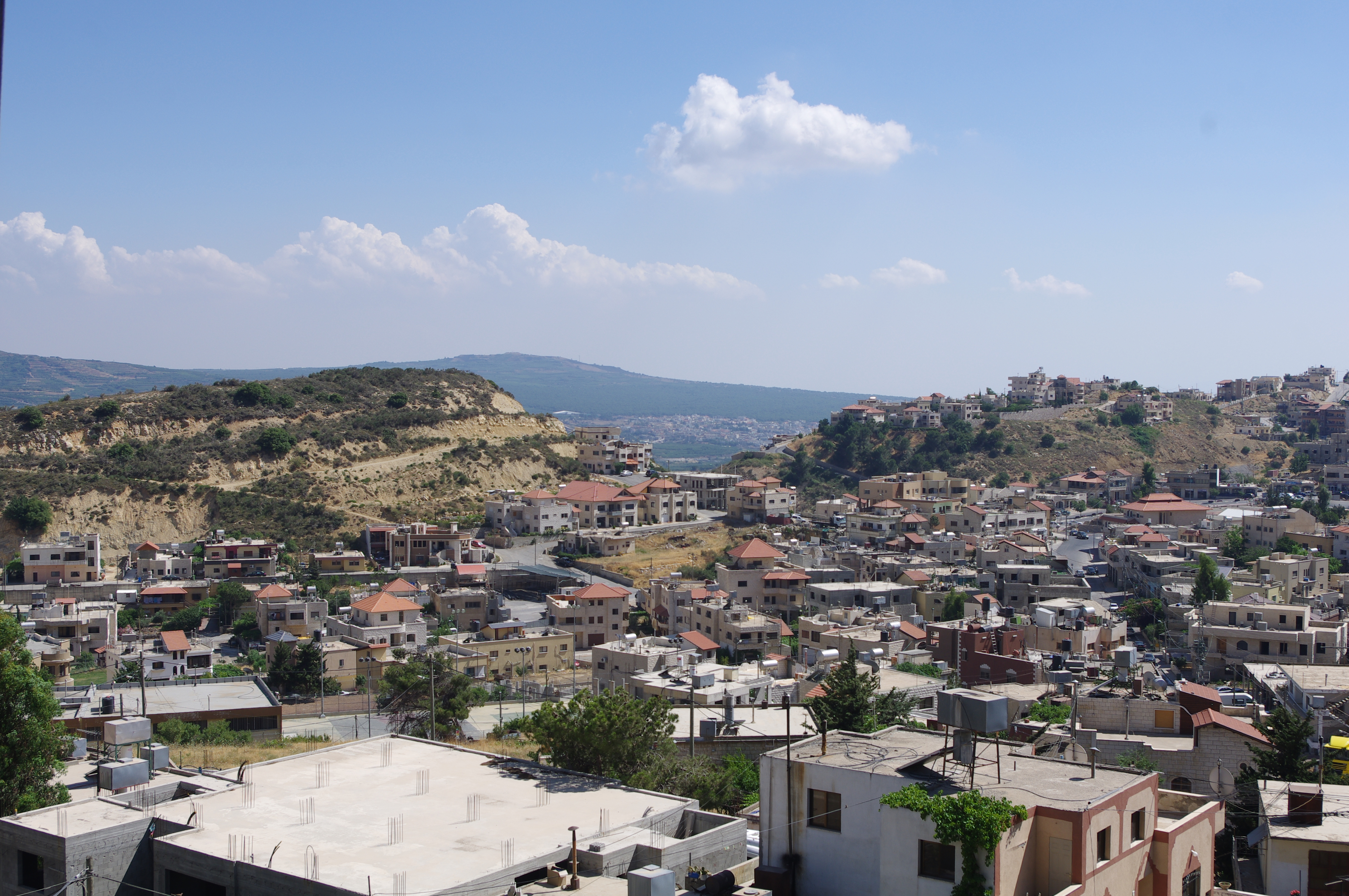
مجدل شمس، من البلدات الدرزية الأربعة المتبقية في هضبة الجولان.

تمخّضت حرب 1967 في العام 1967 عن استيلاء إسرائيل على الضفة الغربية وقطاع غزّة وشبه جزيرة سيناء وهضبة الجولان إثر احتلالها من الأردن، مصر، وسورية. أعلنت حكومة إسرائيل عن ضم القدس الشرقية والقرى المجاورة لها إلى إسرائيل عند انتهاء الحرب. احتل الجيش الإسرائيلي هضبة الجولان خلال حرب 1967، وأصبحت منذ ذلك الحين بحكم الأمر الواقع تحت السيطرة الإسرائيلية؛ وقرر الكنيست الإسرائيلي في ديسمبر من عام 1981 ضم الجزء المحتل من الجولان الواقع غربي خط الهدنة 1974 إلى إسرائيل بشكل أحادي الجانب ومعارض للقرارات الدولية. قبل حرب 1967 ضمت الجولان على أغلبية سكانية درزيّة إلى جانب أقلية مسيحية قدر بحوالي 12% من السكان، ووصل عدد سكان الجولان حتى يونيو عام 1967 إلى 150 ألف نسمة، حالياً بقيت أربع قرى درزية في الجزء الذي ضمته إسرائيل من مرتفعات الجولان وهي بقعاثا وعين قنية ومجدل شمس ومسعدة.
في عام 2007 تولى مجلي وهبي من حزب كاديما رئاسة إسرائيل لفترة وجيزة أثناء غياب موشيه كتساف في عطلة. ليكون أول عربي وأول درزي يتولى هذا المنصب. أدّى موقف المواطنين العرب الدروز في إسرائيل حول القضية الفلسطينية، خصوصاً أن شبابهم مُلزمون بأداء الخدمة العسكرية الإجبارية في الجيش الإسرائيلي، إلى تباعد أو شرخ من المسلمين في إسرائيل. وعلى الرغم من أن علاقات الدروز مع الطوائف الدينية في المجتمع العربي الإسرائيلي جيدة وهناك تعايش سلمي، شهدت بلدة المغار أحداث طائفية على خلفية إشاعات اتهمت أحد الشبان المسيحيين بنشر صور لفتيات درزيات عاريات مما أدى إلى اعتداء على كنيسة القرية وعلى ممتلكات المسيحيين؛ وشملت الأحداث تدمير للممتلكات من سيارات وتهشيم واجهات المحلات التجارية التابعة للمواطنين المسيحيين في البلدة، وتبين لاحقاً أن من نشر الصور شاب درزي. حيث وفقاً لمحللين يواجه العديد من الناس صعوبات اقتصادية في بلدة المغار، وقد تكون التوترات الطائفيَّة ناتجة عن العداء بين السكان المسيحيين الأكثر ثراء والدروز الأفقر. كما ويشكو القادة الدروز من أنه على الرغم من أن أبنائهم يخدمون في الجيش وفي قوات الشرطة، فإن الحكومة لا تكافئ المجتمع الدرزي، بينما يحصل الشباب المسيحي في الوقت نفسه على تعليم عالٍ ويحصلون على وظائف أفضل. وفي عام 2014 شهدت قرية أبو سنان أعمال عنف طائفية بين الدروز والمُسلمين بعد مشاحنات على «فيسبوك» بين شبان دروز ومسلمين اتهمت كل مجموعة منهم الأخرى بالتعرض لبناتهم، وتطور الوضع إلى اشتباكات في الشارع.

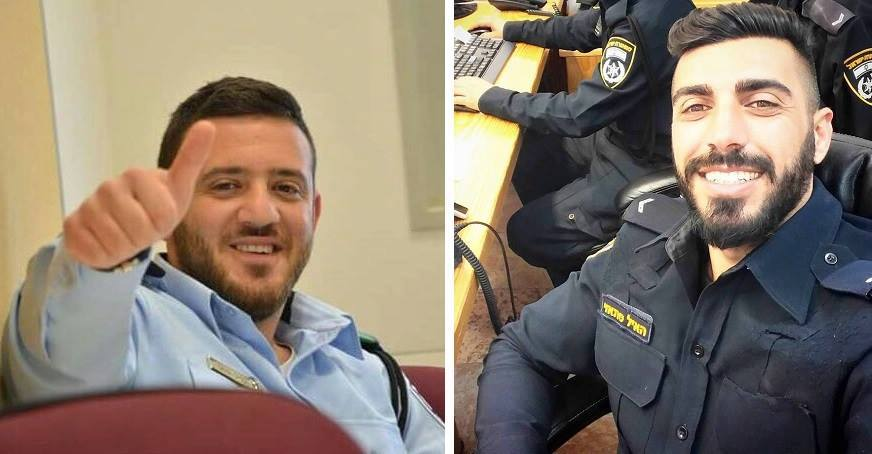
هائل ستاوي وكميل شنّان ضحايا عملية إطلاق نار في ساحات المسجد الأقصى في مدينة القدس عام 2017.

في عام 2015 قام شبان دروز من منطقة مجدل شمس في الجولان بمهاجمة سيارة جيش إسرائيلية تقل جرحى سوريين من «جبهة النصرة» بالحجارة ما أدى لمقتل أحدهم، ونفى الجيش الإسرائيلي أنه يوفر العلاج الطبي للجهاديين السوريين المنتمين إلى «جبهة النصرة». وفي 10 يونيو من عام 2015 تعرض الدروز في قرية قلب لوزة السورية إلى مجزرة من قبل جبهة النصرة، أدت المجزرة إلى حملة واسعة النطاق بين الدروز في إسرائيل لمساعدة دروز سوريا، تحت شعار «طبق النحاس» في قرى عديدة مثل أبو سنان، وشفا عمرو، والمغار، وعسفيا وغيرها. بالإضافة إلى أصوات ضغط من قبل المجتمع الدرزي والضباط الدروز على الجيش الإسرائيلي من أجل تدخل عسكري إسرائيلي في سوريا لحماية أبناء الطائفة هناك. ما أدّى إلى فتح جدال في المجتمع الإسرائيلي اليهودي حول إن كانت إسرائيل ملزمة أو غير ملزمة في تقديم المساعدة للدروز السوريين المناهضين للصهيونية والمؤيدين لبشار الأسد.
في عام 2017 قُتل شرطيين من المواطنين الدروز في إسرائيل وهما هائل ستاوي من المغار وكميل شنان من حُرفيش من قبل ثلاثة شبان من سكان مدينة أم الفحم خلال عملية إطلاق نار في ساحات المسجد الأقصى في مدينة القدس، أدى الحادث إلى خلافات ونزاعات بين المسلمين والدروز، حيث تعرضت مساجد في المغار ذات الأغلبية الدرزية إلى إطلاق النار. وأثار قانون الدولة القومية لليهود في إسرائيل عام 2018 سخط الدروز، حيث شارك أكثر من 50 ألف متظاهر في مظاهرة الدروز الاحتجاجية المُعارضة لقانون الدولة القومية. وعلى الرغم من اندماج الدروز الإسرائيليين في الأجهزة الأمنية، فإن مجتمعاتهم لم تجني نفس الفوائد مثل البلدات اليهودية المجاورة، حيث أنّ الميزانيات المتعلقة بالرواتب والتعليم في البلديات الدرزية هي حالياً على قدم المساواة مع المجتمعات اليهودية، ولكن الميزانيات للبنية التحتية والتنمية على مدى عقود كانت بين 25% إلى 40% أقل من تلك اليهودية، كما ويعاني الدروز من نقص في الأراضي للبناء عليها ومصادر أراضي القرى والبلدات الدرزية، ولم تنشأ أية قرية درزية جديدة منذ تأسيس إسرائيل، رغم أن عدد سكانها قد تضاعف عشرة أضعاف.
خلال الحرب الفلسطينية الإسرائيلية 2023 دعا وليد جنبلاط الرئيس السابق للحزب التقدمي الاشتراكي الدروز في إسرائيل بعدم الانخراط في الحرب ضد غزة، بعد أن أصدر موفق طريف الرئيس الروحي للطائفة الدرزية في إسرائيل بيانًا يؤكد أن الطائفة الدّرزيّة هي جزءٌ لا يتجزّأ من دولة إسرائيل، وأكد موفق طريف في البيان أيضًا الدعم الكامل للجيش الإسرائيلي والحرب على غزة وعلى حركة حماس. أشارت تقارير اخبارية مختلفة عن مشاركة واسعة النطاق للجنود الدروز وانخراطهم في الخطوط الأمامية للجيش الإسرائيلي في الحرب ضد غزة، ولقي ما لا يقل عن ستة جنود دروز من بين 390 جنديا إسرائيليا حتفهم في القتال. وأشارت تقارير إلى انخراط البلدات درزية مثل دالية الكرمل بحملات مختلفة لإرسال المساعدات والاغاثات للجيش الإسرائيلي.
وفي 27 يوليو 2024، سقط صاروخ على قرية مجدل شمس الدرزية في هضبة الجولان. أصاب الصاروخ ملعب كرة قدم محلي، مما أدى إلى مقتل 12 طفلًا وإصابة 34 آخرين. وَجّهت وسائل الإعلام والسلطات الإسرائيلية أصابع الاتهام إلى حزب الله اللبناني. في حين نفى الحزب مسؤوليته عن الحدث وقال أن الحدث بسبب صاروخ اعتراض إسرائيلي.
وفي 20 أكتوبر 2024 قُتِل إحسان دقسة قائد اللواء 401 مدرع، خلال الاجتياح الإسرائيلي لغزة، ليصبح أرفع رتبة إسرائيلية تسقط في الحرب الفلسطينية الإسرائيلية، وواحدًا من بين أربعة ضباط برتبة عقيد قتلوا منذ بداية الحرب على قطاع غزة.

## الديموغرافيا والانتشار
في نهاية عام 2018 وصلت أعداد الموحدين الدروز إلى حوالي 143,000 نسمة أي 1.6% من السكان في إسرائيل في عام 2018، وشكلوا حوالي 7.6% من مجمل السكان العرب في إسرائيل. وبحسب معطيات دائرة الإحصاء المركزية الإسرائيلية عاش 81% من الدروز في المنطقة الشماليّة وحوالي 19% في منطقة حيفا، ويسكن أبناء الطائفة الدرزية في "19" بلدة وقرية تقع جميعها على رؤوس الجبال في شمال إسرائيل، يقع حوالي 17 منها في المنطقة الشماليّة وموقعان في منطقة حيفا. معظم هذه البلدات هي متجانسة دينياً؛ وتشير دائرة الإحصاء المركزية أن دالية الكرمل تضم على أكبر تجمع للسكان الدروز في إسرائيل، وتليها يركا والمغار. وفق معطيات دائرة الإحصائيات المركزية في إسرائيل في عام 2017 اسم العائلة الأكثر شيوعًا في الأوساط الدرزيّة في إسرائيل هو حلبيّ، يليها آل غانم وإبراهيم وعامر وعزّام.

### منطقة حيفا

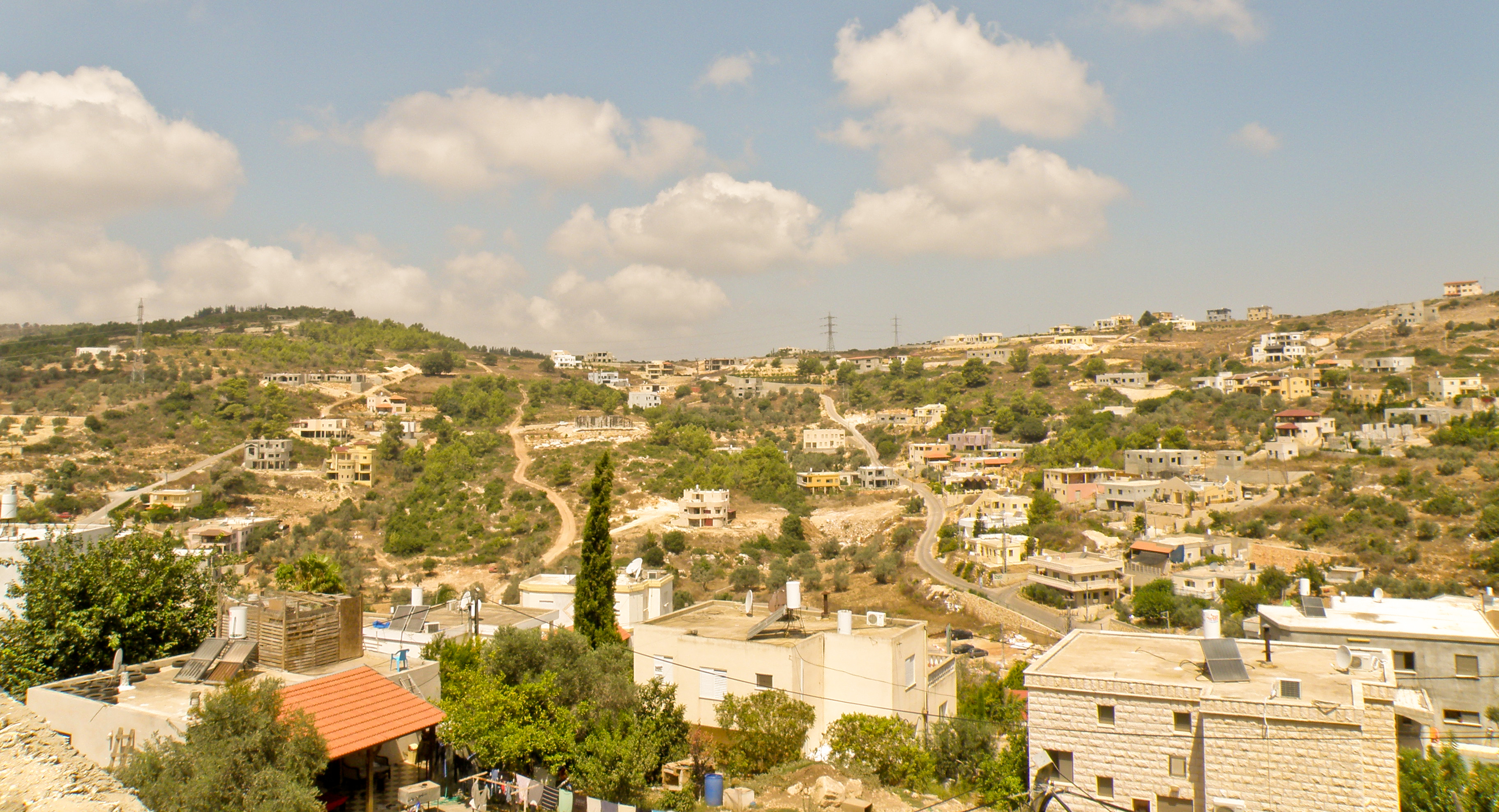
بلدة دالية الكرمل؛ كبرى البلدات الدرزية في فلسطين التاريخية.

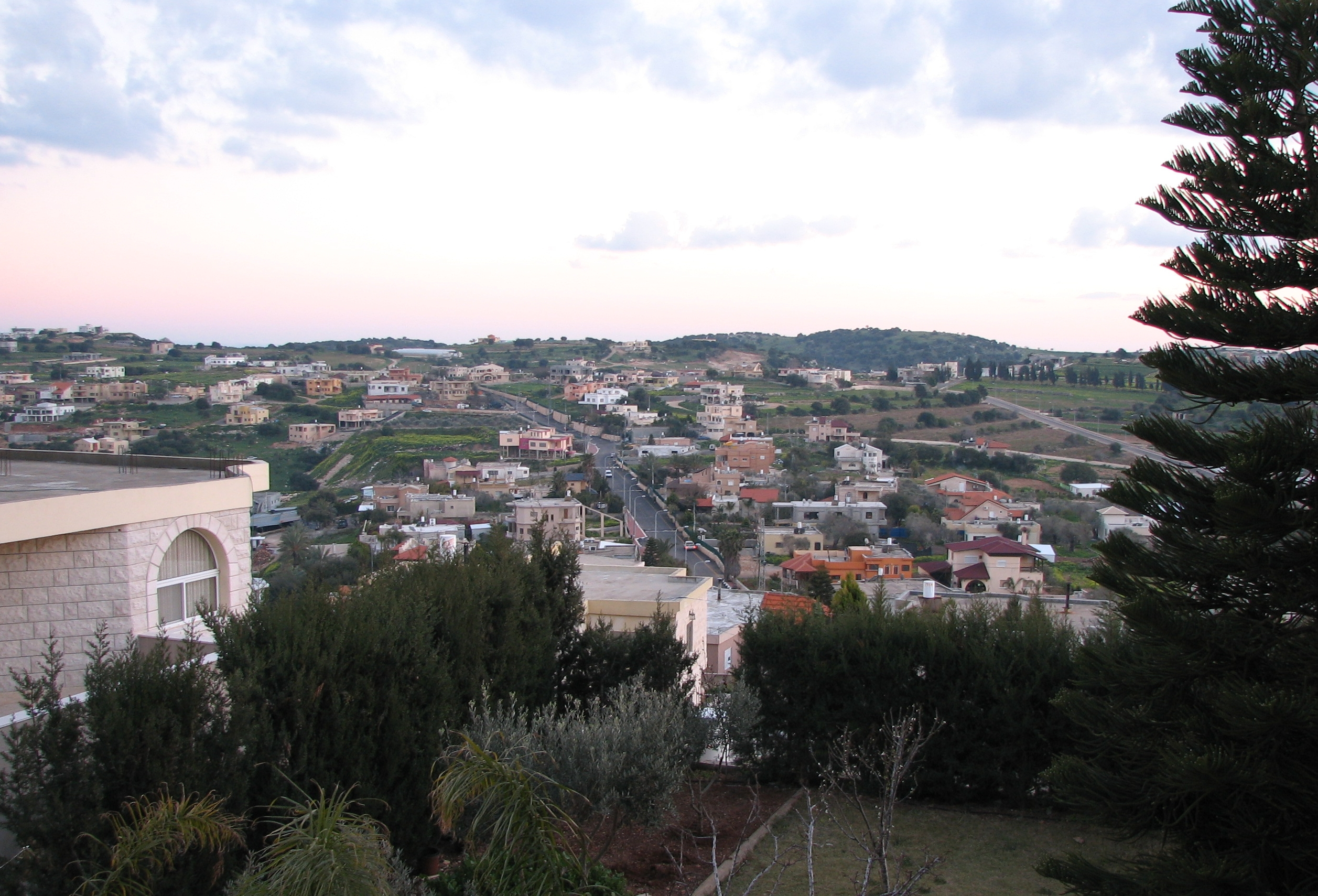
بلدة عسفيا؛ واحدة من أكبر البلدات الدرزية في إسرائيل.

بحسب معطيات دائرة الإحصاء المركزية الإسرائيلية عام 2016 شكلَّ الموحدين الدروز حوالي 2.6% من مجمل سكان منطقة حيفا، وتركزوا في قضاء حيفا حيث بلغ تعدادهم حوالي 25.9 ألف نسمة:
| الترتيب | البلدة       | تعداد الموحدون الدروز | نسبة الموحدون الدروز |
| ------- | ------------ | --------------------- | -------------------- |
| 1       | دالية الكرمل | 16,700                | 97.0%                |
| 2       | عسفيا        | 9,200                 | 76.0%                |

### المنطقة الشمالية

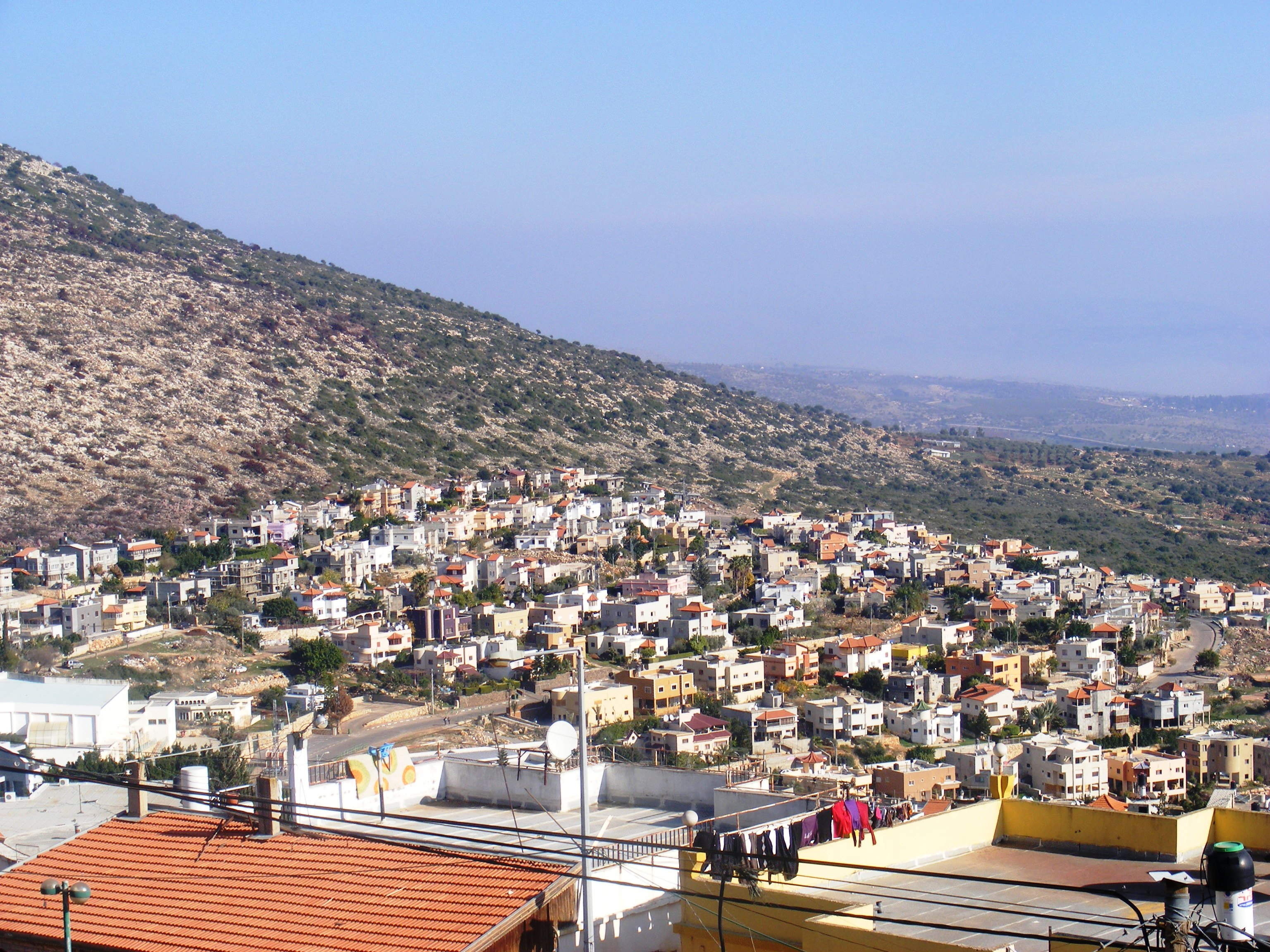
بلدة المغار؛ واحدة من أكبر البلدات ذات الأغلبية الدرزية في إسرائيل.

بحسب معطيات دائرة الإحصاء المركزية الإسرائيلية عام 2016 شكلَّ الموحدين الدروز حوالي 8.0% من مجمل سكان المنطقة الشماليّة، منهم حوالي 75.8 ألف في قضاء عكا وحوالي 22.6 ألف في قضاء الجولان وحوالي 13 ألف في قضاء طبرية:
| الترتيب | البلدة       | تعداد الموحدون الدروز | نسبة الموحدون الدروز |
| ------- | ------------ | --------------------- | -------------------- |
| 1       | يركا         | 16,400                | 98.0%                |
| 2       | المغار       | 12,900                | 58.0%                |
| 3       | بيت جن       | 11,700                | 100.0%               |
| 4       | كسرى-كفرسميع | 8,100                 | 95.0%                |
| 5       | يانوح-جت     | 6,500                 | 100.0%               |
| 6       | جولس         | 6,300                 | 100.0%               |
| 7       | حُرفيش        | 6,000                 | 96.0%                |
| 8       | شفا عمرو     | 5,700                 | 14.0%                |
| 9       | البقيعة      | 4,500                 | 78.0%                |
| 10      | أبو سنان     | 4,100                 | 30.0%                |
| 11      | ساجور        | 4,100                 | 100.0%               |
| 12      | الرامة       | 2,400                 | 31.0%                |
| 13      | عين الأسد    | 800                   | 97.0%                |
| 14      | كفرياسيف     | 287                   | 2.9%                 |

#### هضبة الجولان
احتل الجيش الإسرائيلي هضبة الجولان خلال حرب 1967، وأصبحت منذ ذلك الحين بحكم الأمر الواقع تحت السيطرة الإسرائيلية؛ وقرر الكنيست الإسرائيلي في ديسمبر من عام 1981 ضم الجزء المحتل من الجولان الواقع غربي خط الهدنة 1974 إلى إسرائيل بشكل أحادي الجانب ومعارض للقرارات الدولية. إدارياً تتبع هضبة الجولان المنطقة الشمالية الإسرائيلية.
| الترتيب | البلدة   | تعداد الموحدون الدروز | نسبة الموحدون الدروز |
| ------- | -------- | --------------------- | -------------------- |
| 1       | مجدل شمس | 10,900                | 99.9%                |
| 2       | بقعاثا   | 6,500                 | 100.0%               |
| 3       | مسعدة    | 3,600                 | 100.0%               |
| 4       | عين قنية | 2,000                 | 99.5%                |

## الوضع القانوني

### الوضع الديني والعرقي

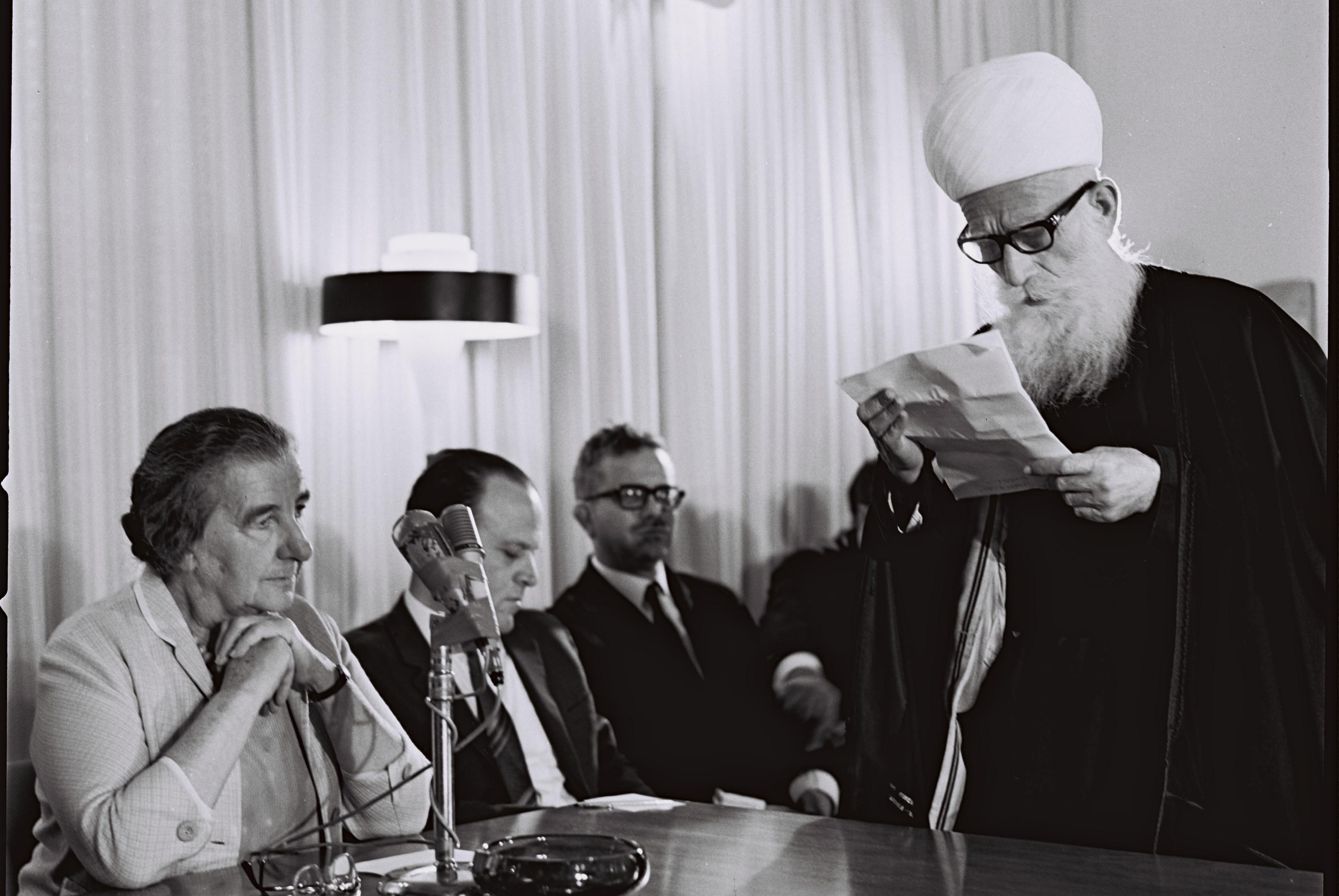
أمين طريف إلى جانب جولدا مائير: كان الشيخ طريف أول رئيس روحيّ للطائفة الدرزيّة في إسرائيل.

بالمقارنة مع غيرهم من عرب 48 فالدروز أكثر تأكيداً على هويتهم الإسرائيلية، وعدد قليل منهم يعرفون أنفسهم على أنهم فلسطينيين. في حين يميل الغالبية من دروز الجولان على التماهي مع الهوية والقومية العربية وبالأخص الهوية السورية. ويعود التعريف الذاتي للدروز في إسرائيل إلى عوامل عدة منها تشجيع الحكومة الإسرائيليّة على هوية منفصلة وهي «الهوية الدرزية الإسرائيلية»، وقد اعترفت بها رسميًا الحكومة الإسرائيلية حيث تم فصل الطائفة الدرزية عن المجتمع الإسلامي والديانة الإسلامية وجعلها ديانة مستقلة في القانون الإسرائيلي في وقت مبكر من عام 1957. وفي عام 1963 أصبح الدروز كيان ديني منفرد له محاكمه الروحية الخاصة في شؤون الأحوال الشخصية من زواج وطلاق وحضانة وتبنٍ. وأصبح يُعرفّ الدروز كجماعة عرقية ودينية متميزة في إسرائيل حسب وزارة الداخلية في تسجيل التعداد. لاحقاً، فُصِلت المجالس المحليّة للقرى الفلسطينيّة الدرزيّة عن بقية المجالس العربيّة. وكان تخصيصُ منهاجٍ تعليميٍّ خاصٍّ بالطائفة الدرزيّة في إسرائيل، خطوةً مفصليّةً من سلسلة خطوات أخرى قامت بها الحكومة الإسرائيلية ما بين السنوات 1956-1975 بهدف فصل الدروز عن مجتمعهم العربيّ الفلسطينيّ، وتم فصل المدارس الرسميّة في القرى الدرزيّة عن دائرة التعليم العربيّ، ووضع برامج تعليم خاصّة باللغة العربية خاص بالدروز، ووضعت كتب تدريس في مواضيع العربيّة والعبريّة والتاريخ والجغرافيا خاصّة بالدروز دون غيرهم، مع استحداث موضوع التراث الدرزيّ. وتوّسعت سياسات الفصل حتى طالت الأعياد الدينية؛ في عام 1969 أُلغي الاعتراف بعيد الفطر كعيدٍ رسميٍّ للدروز، وفي مقابله اعتُرِف في «عيد النبي شعيب» كعيد رسميّ للدروز.
أدّت السياسة الإسرائيلية نحو المجتمع العربي الدرزي إلى خلق ما يسمى «بوعي درزيّ إسرائيليّ» جديد يتوازى مع خلق هوية درزيّة إسرائيليّة. وعملت هذه الجهود على عدة مستويات، كالخلط بين الدين والإثنية، وتحويل الإيمان الدينيّ الدرزي البحت إلى هويّة قوميّة داخل «إسرائيل». ولعبت «رواية حلف الدم» الإسرائيلية بين النبيّ شعيب والنبيّ موسى، والخطاب السياسي الرسمي حول المصير المشترك كأقلية ملاحقة على مرّ التاريخ من قبل الأغلبية التي تُكّفرهم وتريد إبادتهم إلى تأكيد الدروز على هويتهم الإسرائيلية بدلاً من الفلسطينيّة. بالمقابل نجحت عائلاتٌ درزيّة وقياداتٌ دينيّة وسياسيّة وأكاديميّة بالحفاظ على هويتها وانتمائها العربيّ الفلسطينيّ، وبالتالي مقاومة السّياسات الإسرائيليّة الموّجهة. شكّلت بعض تلك الوجوه تياراً حافظ على هويته العربيّة والفلسطينيّة، ورفض التجنيد، وهو تيار ينمو بصورة ملحوظة، وتنضم إليه فئات جديدة خاصّةً في ضوء الاحتكاكات المتكررة والمتزايدة مع مؤسسات الحكومة في الآونة الأخيرة.
وقد لوحظت بحسب دراسة زيادة في الأسرلة بين الطائفة الدرزية في إسرائيل، وتشير الدراسة إلى وجود اتجاه نحو الأسرلة بين الشباب الدرزي، من خلال تفضيل استخدام اللغة العبرية بدلاً من اللغة العربية في وسائل التواصل الاجتماعي. ويُعبرّ كل من الشباب، ومن هم أقل تعليماً، والإناث عن مواقف إيجابية تجاه اللغة العبرية. وتتمتع اللغة العبريّة بحضور قوي بين المجتمع الدرزي في جبل الكرمل بسبب اعتماد البلدات الدرزية اقتصادياً على اليهود الإسرائيليين، بالمقابل تتمتع اللغة العربية بوجود أقوى في المناطق الدرزيّة في منطقة الجليل الأسفل. وبحسب الدراسة على الرغم من أن اللغة العربية لا تظهر عليها علامات تراجع، وما تزال تُهيمن على التقاليد الثقافية والأعمال الأدبية، إلا أن هناك دليلاً واضحًا على تحول اللغة نحو العبرية أو «اللهجة العربية الإسرائيليّة»، والمجموعات الدرزية المُتأسرلة هي: الشباب عمومًا، والدروز في قرى جبل الكرمل.

### الخدمة الإلزامية في الجيش

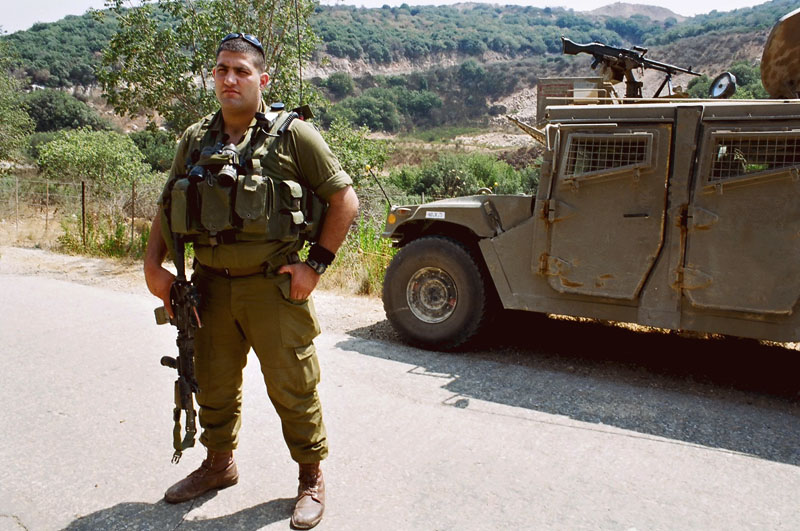
جندي درزي في الجيش الإسرائيلي: يُفرض على الشباب الدروز الخدمة الإجباريّة في الجيش الإسرائيلي.

على الرغم من أن أغلبيّة الجنود في الجيش الإسرائيلي هم من اليهود، إلا أن جميع المواطنين بما في ذلك أعداد كبيرة من الذكور الدروز والشركس يخضعون للتجنيد الإلزامي. ويستثني القانون النساء الدرزيات والرجال المتدينين «العُقال» الدروز من التجنيد الإلزامي. في الأصل، عمل الجنود الدروز في إطار وحدة خاصة تسمى «وحدة الأقليات»، والتي كانت تعمل حتى عام 2015 في شكل كتيبة السيف المُستلقة. ومع ذلك، منذ عقد 1980 احتج الجنود الدروز بشكل متزايد على هذه الممارسة، والتي اعتبروها وسيلة لفصلهم وحرمانهم من الوصول إلى وحدات النخبة. وقد قبلت أركان الجيش الإسرائيلي الجنود الدروز في الوحدات القتالية المنتظمة على نحو متزايد، وقامت بترقيتهم إلى الرتب العليا التي كانوا قد استُبعدوا منها في السابق. في عام 2015، أمر غادي أيزنكوت بإغلاق وحدة الأقليات من أجل استيعاب الجنود الدروز مع الجنود اليهود، وكجزء من عملية إعادة تنظيم مستمرة للجيش.
بالتناسب مع أعدادهم، يحقق الدروز مستويات أعلى بكثير من التجنّد في الجيش الإسرائيلي مقارنةً بالجنود الآخرين. ومع ذلك، لا يزال بعض الدروز يتهمون بأنهم يتعرضون للتمييز المُستمر في الجيش، مثل الاستبعاد من القوات الجوية. الخدمة العسكرية هي تقليد يتبعه السكان الدروز في منطقة الجليل وحيفا، حيث يخدم 83% من الشباب الدرزي في الجيش الإسرائيلي، وفقاً لإحصائيات الجيش الإسرائيلي. في حين تبرز المعارضة للتجنيد الإجباري بشكل بارز بين المجتمعات الدرزية في هضبة الجولان. وفقًا لمعيطات الجيش الإسرائيلي في عام 2010 قُتل 369 جندياً درزياً في عمليات قتالية منذ عام 1948. منذ أواخر عقد 1970 قامت لجنة المبادرة العربيّة الدرزيّة، المتمركزة في قرية بيت جن والمرتبطة بالجبهة الديمقراطية للسلام والمساواة، بشن حملات لإلغاء التجنيد بين السكان الدروز. وشهد المجتمع الدرزي في الآونة الأخيرة حالة من الانقسام بشأن الخدمة العسكرية في الجيش الإسرائيلي، فبينما يشكو البعض من أنهم لا يتلقون الدعم الذي يستحقونه بعد الخدمة، تفيد معطيات متنوعة إلى انخفاض نسبة تجنيد الشباب الدروز في أراضي 48 بجيش إسرائيل، وبتراجع كبير في ثقتهم بها وفي مؤسساتها، في حين يفيد ناشطون دروز بأن العنصرية الإسرائيلية أسهمت في ذلك. في السنوات الأخيرة، يشهد الدروز تحركا ملحوظا لرفض التجنيد الإجباري المفروض على الشبان الدروز، مع تأسيس حراك «أرفض. شعبك بيحميك» الذي يوفر شبكة دعم للرافضين أو الممتنعين عن التجنيد التي تشمل متطوعين، محامين وأخصائيين نفسيين.

### الوضع القانوني لسكان هضبة الجولان

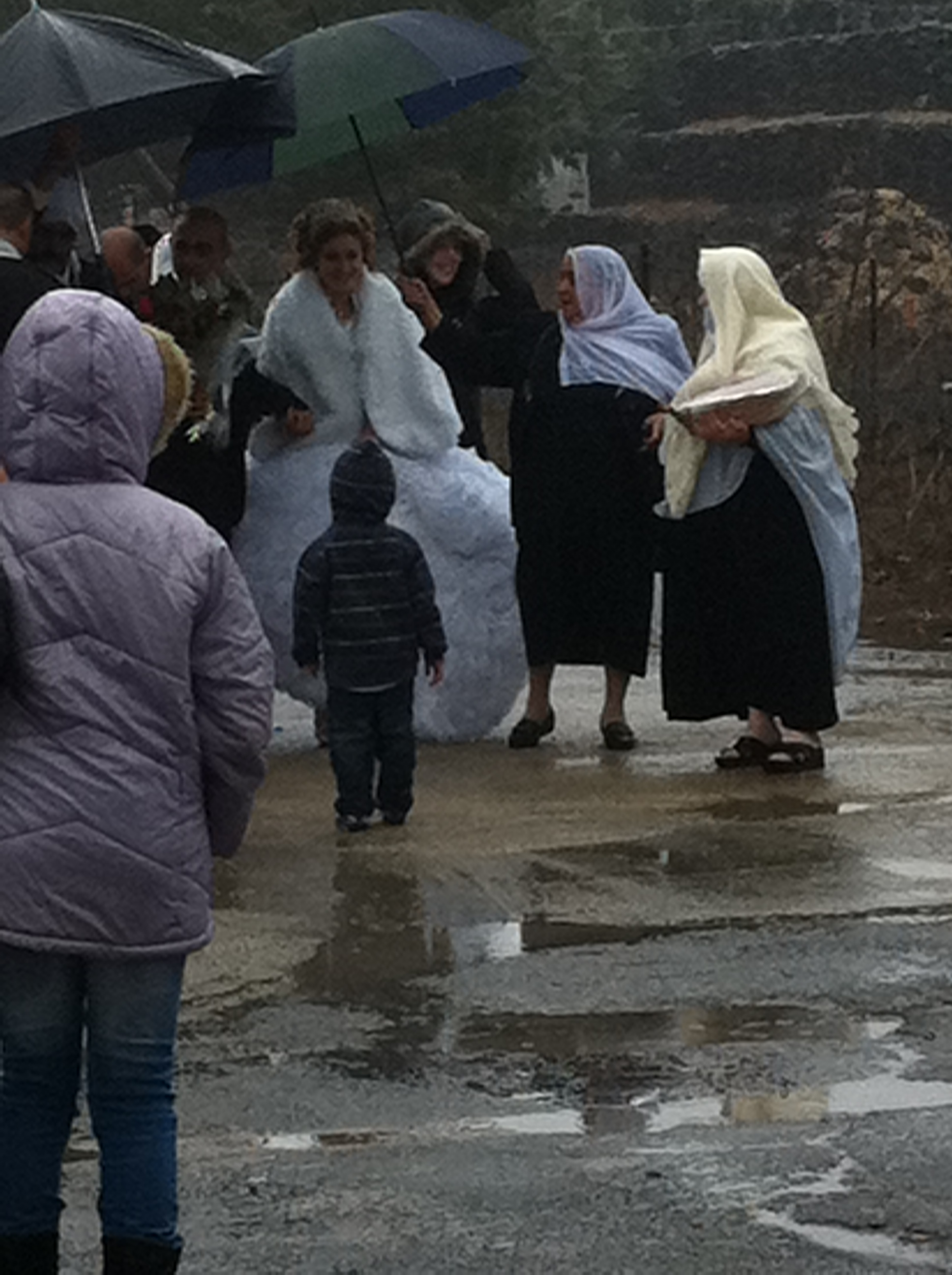
عروس درزية سورية تعبر الحدود الإسرائيلية السورية.

هناك أربع قرى درزية متبقية في الجزء الذي ضمته إسرائيل من مرتفعات الجولان - بقعاثا وعين قنية ومجدل شمس ومسعدة - يعيش فيها 23,000 درزي. معظم السكان الدروز في مرتفعات الجولان يعتبرون أنفسهم سوريين ويرفضون الحصول على الجنسية الإسرائيلية، وبدلاً من ذلك يحملون وضع إقامة دائمة في إسرائيل، وبدلاً من جواز سفر إسرائيلي يستخدمون وثيقة مرور إسرائيلية صادرة من إسرائيل للسفر إليها، تترك فقرة الجنسية فارغة.
منذ اعتماد قانون مرتفعات الجولان لعام 1981، أصبحت الأراضي خاضعة للقانون المدني الإسرائيلي، وأدمجت في النظام الإسرائيلي للمجالس المحلية. بعد ضم مرتفعات الجولان في عام 1981، قدمت الحكومة الإسرائيلية الجنسية لجميع غير الإسرائيليين الذين يعيشون في المنطقة، ولكن اعتبارًا من عام 2011، قبلها أقل من 10% من الدروز المحليين. في عام 2012، ومع ذلك، بسبب الحرب الأهلية السورية، تقدم عشرات من الشباب الدرزي بطلب للحصول على الجنسية الإسرائيلية وهو رقم أكبر بكثير مما كان عليه في السنوات السابقة. بحلول عام 2017 كان ما يقرب من 5,500 من أصل 26,500 درزي في الجولان قد تقدموا بطلب الحصول على جواز سفر إسرائيلي منذ عام 1981. وارتفع عدد الطلبات السنويَّة بشكل مطرد، مع 183 طلبًا في عام 2016، مقارنةً بخمسة فقط في عام 2000.
خلال الانتفاضة السورية عام 2011، عقد الدروز في هضبة الجولان عدة مسيرات لدعم الرئيس السوري بشار الأسد. وكان التأييد الشعبي لحكومة الأسد مرتفعاً تاريخياً بين دروز الجولان، وحصلت سوريا على اتفاقيات مع الحكومة الإسرائيلية للسماح لدروز الجولان بإجراء التجارة عبر الحدود مع سوريا. نشأت بعض التوترات مؤخرًا في المجتمع بسبب اختلاف المواقف بشأن الحرب الأهلية السورية، رغم أن الدعم العلني للمعارضة السورية كان غير شائع نسبيًا.
في الانتخابات التشريعية الإسرائيلية 2009، كان 1,119 من سكان قرية الغجر العلوية وحوالي 809 من سكان القرى الدرزية مؤهلين للتصويت، من أصل حوالي 1,200 من سكان الغجر وحوالي 12,600 من سكان القرى الدرزية الذين بلغوا سن التصويت. ويحق لأولئك الذين يتقدمون للحصول على الجنسية الإسرائيلية التصويت في الانتخابات الإسرائيلية، والترشح للكنيست، والحصول على جواز سفر إسرائيلي. ولا يتم تجنيد سكان مجدل شمس في قوات الدفاع الإسرائيلية.

## الأوضاع الاجتماعية

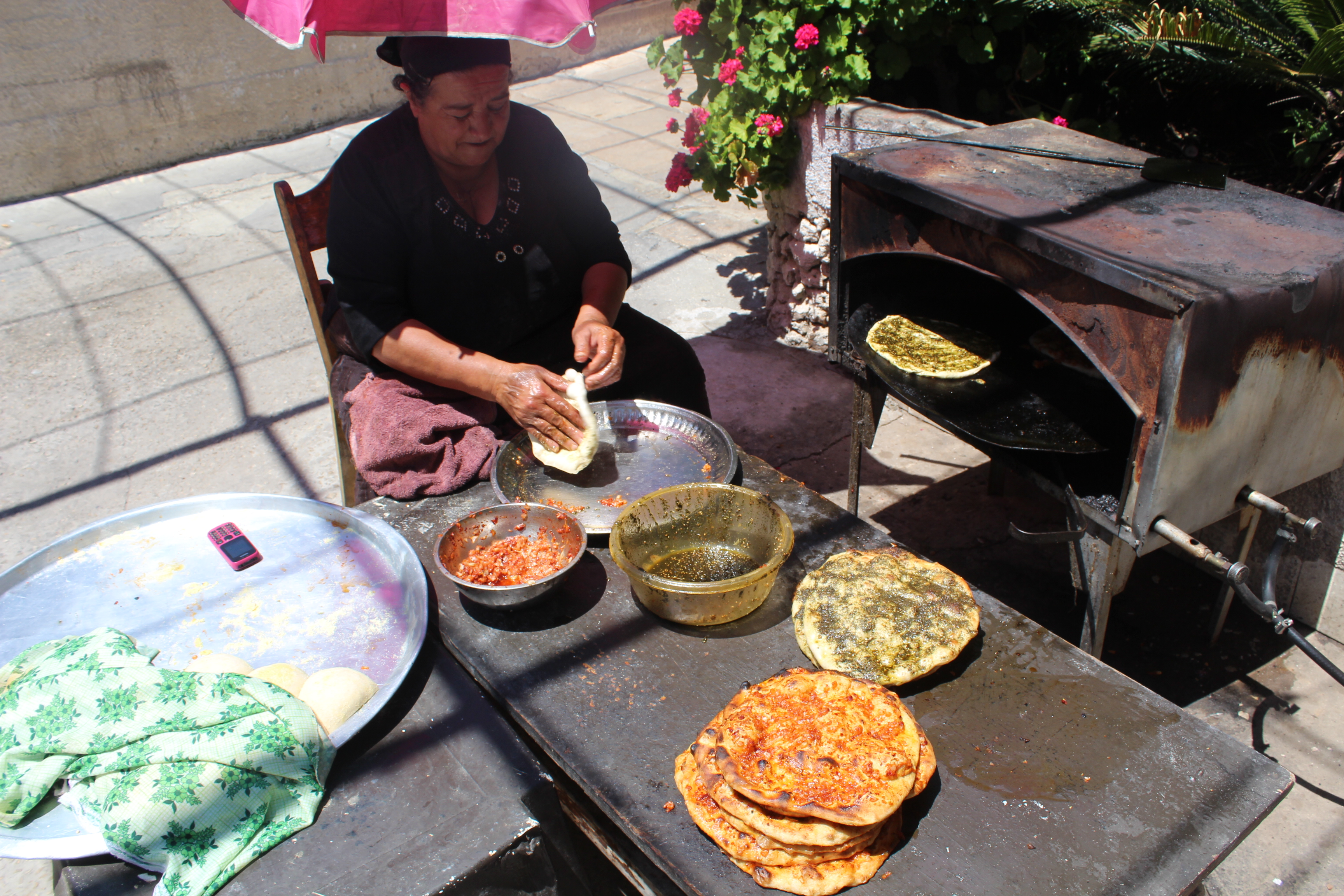
امرأة دُرزيّة تقوم بتحضير "الخبر الدرزي" في دالية الكرمل.

على الرغم من خدمة الدروز من الذكور في الجيش الإسرائيلي؛ يعاني المجتمع الدرزي من التمييز والتهميش. كان الدروز في السابق المجموعة الدينية العربية الأقل تعليماً إذ لم تتعدى نسبة الحاصلين على شهادة البجروت أو شهادة الثانوية العامة الإسرائيلية 44.4% وأقلية منهم كانت تُكمل التعليم العالي. كما وتعاني القرى الدرزية في نقص الخدمات والفقر مقارنًة بالقرى والتجمعات العربية الإسلامية والمسيحية. منذ عقد 2000 شهد المجتمع الدرزي تحسناً كبيراً في مستوى التعليم والاقتصاد، حيث منذ عام 2000 زاد عدد الطلاب الدروز في الكليَّات والجامعات بأكثر من ثلاثة أضعاف، كما تشير الأرقام. في عام 2018 وصفت دائرة الإحصاء المركزية الإسرائيلية المجتمع الدرزي بالمجتمع ذو المستوى التعليمي الجيد. في عام 2017 تمتع الموحدون الدروز في إسرائيل بثاني أعلى الإنجازات في القطاع العربي على جميع المؤشرات بعد المسيحيون العرب: من حيث نسبة الحاصلين على شهادة الثانوية العامة (البجروت)، ونسب خريجي الجامعات، ومجالات العمل.

### متوسط الزواج
وفقاً لمعطيات دائرة الإحصاء المركزية الإسرائيلية في عام 2016، كان متوسط العمر عند الزواج في مجتمع الدروز 28.6 سنة بين الرجال و24.5 سنة بين النساء. متوسط العمر عند الزواج بين الدروز هو أعلى من متوسط العمر عند الزواج لدى المُسلمين وأقل من متوسط العمر عند الزواج بين اليهود والمسيحيين. في المقابل، فإن سن متوسط العمر عند الزواج بين الرجال الدروز أعلى من متوسط العمر عند الزواج اليهود والمسلمين وأقل من متوسط العمر عند الزواج بين المسيحيين. وارتفعت نسبة العازبين بين الرجال الدروز الذين تتراوح أعمارهم بين 25 إلى 29 عامًا من 37% في عام 1996 إلى 62% في عام 2016. ولسنوات، ارتفعت نسبة النساء الدرزيات غير المتزوجات اللواتي تتراوح أعمارهن بين 20 إلى 24 عامًا من 46% عام 1996 إلى 63% عام 2016، وتشير هذه الظاهرة إلى العزوف عن الزواج بين الدروز الإسرائيليين. وارتفعت نسبة الرجال غير المتزوجين بين الرجال الدروز الذين تتراوح أعمارهم بين 40 إلى 44 عامًا من 2% في عام 1996 إلى 6% في عام 2016. وارتفعت نسبة النساء غير المتزوجات بين الدروز من نفس الفئة العمرية من 10% إلى 12%، وتشير هذه الظاهرة إلى العزوف عن الزواج بين الدروز الإسرائيليين.

### معدل الخصوبة

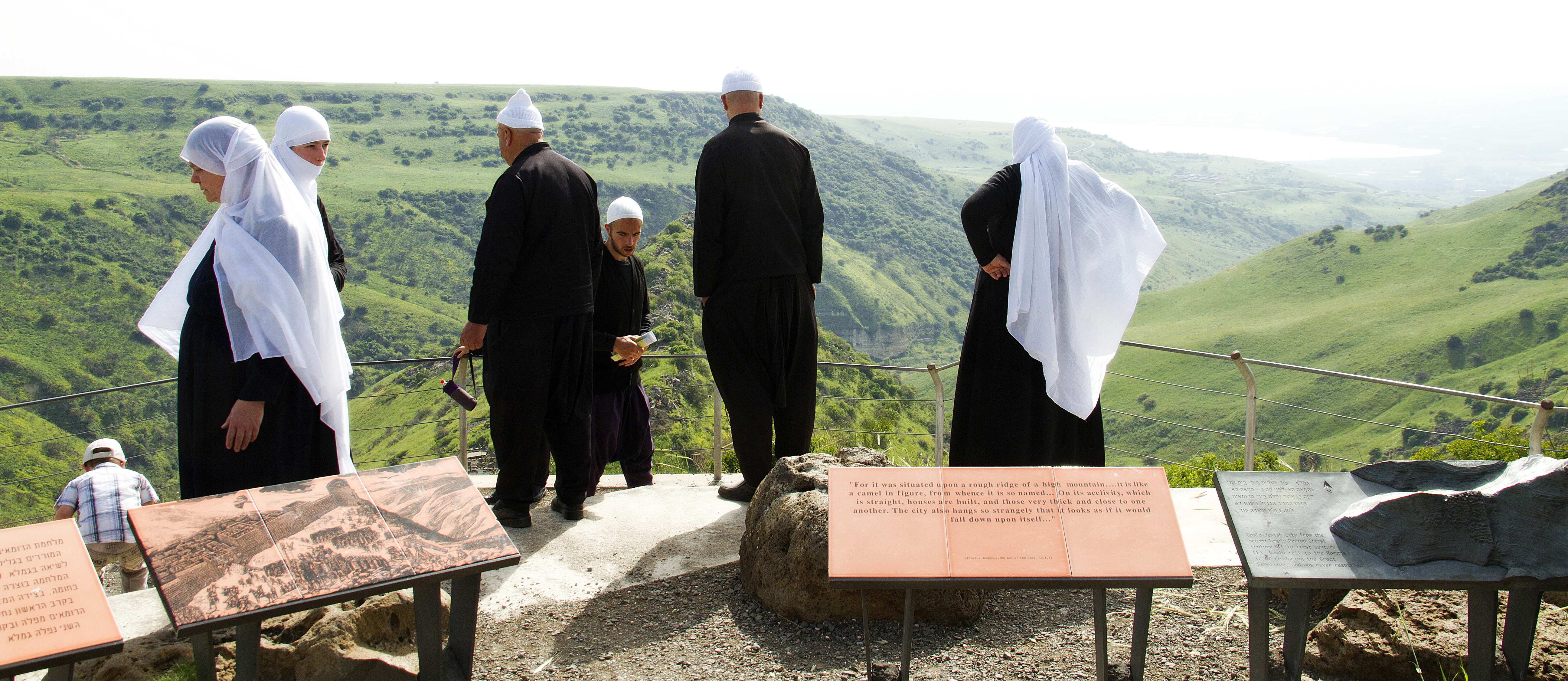
عائلة درزية في زيارة لهضبة الجولان: يشهد المجتمع الدرزي الإسرائيلي انخفاضاً ملحوظاً في معدل المواليد.

وفقاً لمعطيات دائرة الإحصاء المركزية الإسرائيلية في عام 2017 كان مُعدل نمو السكان الدروز 1.4%، وهو أقل من معدل نمو السكان المسلمين (2.5%) ونمو السكان اليهود (1.7%)، لكنه أعلى من معدل نمو المسيحيين العرب (1.0%). في نهاية عام 2017، كان متوسط العمر لدى الدروز الإسرائيليين 27.9. وحوالي 26.3% من السكان الدروز تتراوح أعمارهم بين 0 إلى 14 سنة وحوالي 6.1% تتراوح أعمارهم من 65 سنة وما فوق. منذ عام 2000 يشهد المجتمع الدرزي الإسرائيلي انخفاضاً ملحوظاً في معدل الخصوبة والمواليد، وارتفاعاً في معدل الأعمار.
وفقاً لمعطيات دائرة الإحصاء المركزية الإسرائيلية وُلد 2,350 مولودًا جديداً للنساء الدرزيات في عام 2017، أي حوالي 1.3% من مجموع المواليد في إسرائيل، وهي أقل من نسبة الدروز بين مجمل السكان الإسرائيليين البالغ نسبتها 1.6%. وكان متوسط عدد الأطفال الذي من المتوقع أن تنجبهم المرأة الدرزية خلال حياتها (معدل الخصوبة الإجمالي) في عام 2017 هو 2.1 طفل لكل امرأة، وهو أقل من معدل الخصوبة لدى النساء اليهوديات (3.2) والمسلمات (3.4) ومشابه لمعدل الخصوبة لدى النساء المسيحيات (1.9). منذ عام 1964، انخفض معدل الخصوبة لدى النساء الدرزيات بنسبة 72%، حيث في عام 1964 بلغ معدل الخصوبة بين النساء الدرزيات ذروته وهو 7.9 طفل لكل امرأة، في عام 1990 كان المعدل 4.1 طفل لكل امرأة، وفي عام 2000 3.1 وفي عام 2010 انخفض معدل الخصوبة إلى 2.5.

### قوة العمل
وفقاً لمعطيات دائرة الإحصاء المركزية الإسرائيلية هناك فجوة كبيرة بين مشاركة الرجال الدروز والمسلمين في القوى العاملة ومشاركة النساء الدرزيات والمُسلمات. حيث بلغت نسبة الرجال الدروز المشاركين في القوى العاملة 71.1% في عام 2018، وذلك بالمٌقارنة مع 59.5% بين الرجال المسلمين وحوالي 67.9% بين الرجال المسيحيين. وبلغت نسبة النساء الدرزيات المشاركات في القوى العاملة 43.2% بالمُقارنة بحوالي 26.6% بين النساء المُسلمات وحوالي 53.1% بين النساء المسيحيات. ومن بين 58,800 عامل درزي، عمل 28.9% كمحترفين صناعيين وبنائين وعمال محترفين آخرين؛ وعمل 22.4% كعمال مبيعات وخدمات؛ وعمل 14.8% في الإدارة المحلية والعامة والأمن والضمان الاجتماعي وعمل حوالي 14.7% في مجال الصناعة التحويلية. حوالي 2.4% من الدروز لم يدرسوا على الإطلاق. من أولئك الذين درسوا: 7.2% لم يحصلوا على شهادة، وحصل حوالي 28.9% على التعليم الابتدائي أو المتوسط، وأكمل 11.7% التعليم الثانوي بدون شهادة الثانوية العامة (البجروت)، وحصل 33.5% على شهادة الثانوية العامة (البجروت)، وحصل 15.3% على شهادة جامعية أو الدراسات العليا. بالمقابل حصل 63% من المسيحيين العرب في إسرائيل وحوالي 58% من اليهود على شهادة جامعية أو الدراسات العليا.

### التعليم

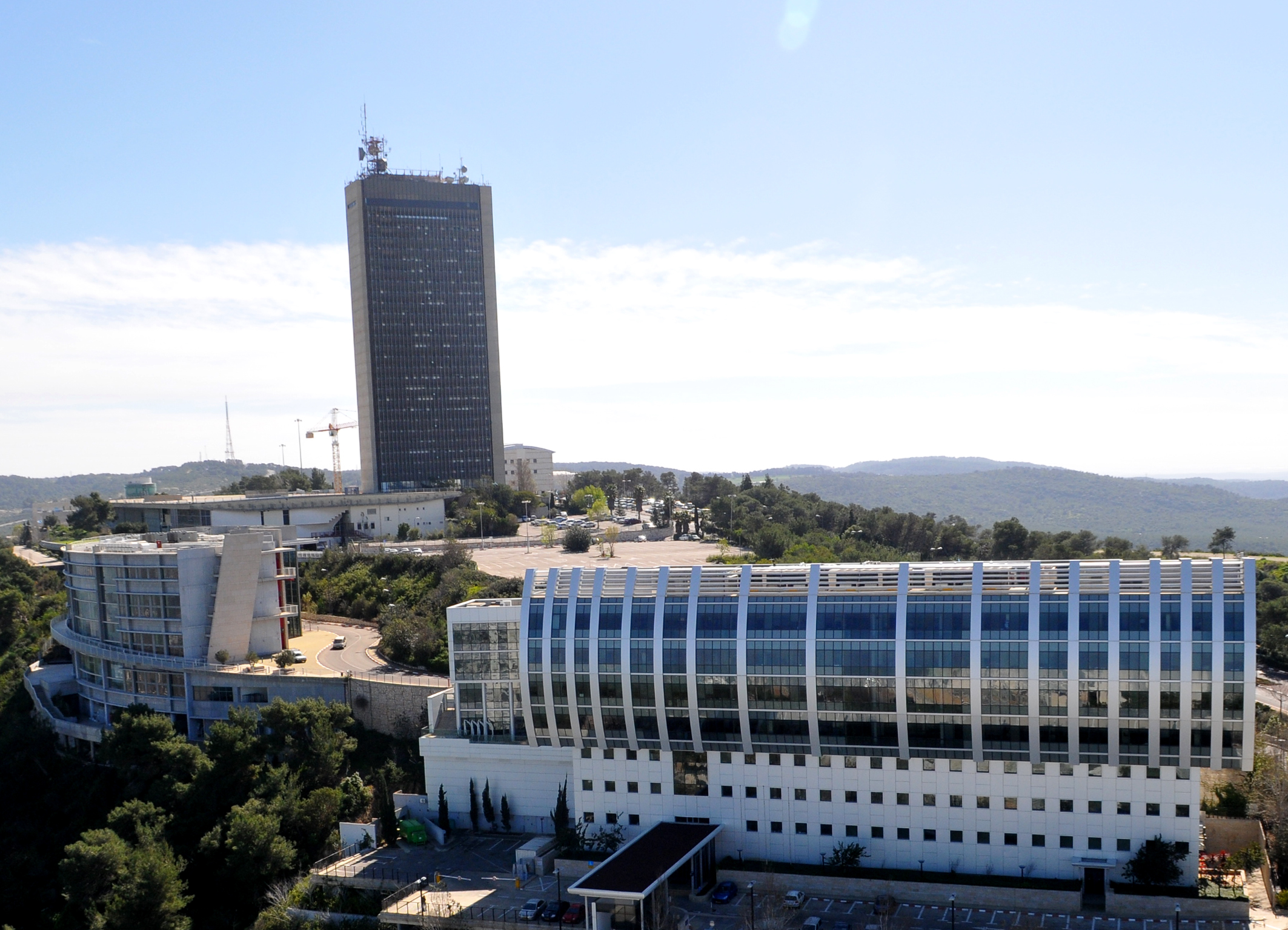
في عام 2018 ضمت جامعة حيفا على أعلى نسبة للطلاب الجامعيين الدروز (6.7%)، وهي أعلى من نسبتهم السكانيّة.

في عام 2012 حقق الدروز على ثاني أعلى معدلات النجاح في امتحانات شهادة الثانوية العامة، أي 64%، وهي أعلى مقارنةً بالطلاب المُسلمين (50%) وطلاب مختلف فروع نظام التعليم اليهودي (61%)، لكنها أقل مقارنةً بالطلاب المسيحيين (70%). وفي عام 2017 كان لدى الموحدون الدروز ثاني أعلى نسب من حيث نسبة الحاصلين على شهادة الثانوية العامة (البجروت) ونسب خريجي الجامعات في القطاع العربي بعد المسيحيون العرب. بين عام 2017 وعام 2018، درس 4.9 ألف طالب درزي في جميع مؤسسات التعليم العالي في إسرائيل، باستثناء الجامعة المفتوحة. وارتفع عدد الطلاب الجامعيين الدروز بنسبة 2.5% بالمقارنة مع العام الدراسي السابق. بين عام 2017 وعام 2018، درس 2,049 طالب درزي في الجامعات الإسرائيلية ودرس 2,111 في الكليات الأكاديمية ودرس 705 في الكليات الأكاديمية للتربية. بين عام 2017 وعام 2018، درس 78.2% من الطلاب الجامعيين الدروز للحصول على شهادة البكالوريوس، ودرس حوالي 19.8% للحصول شهادة الماجستير، ودرس حوالي 1.4% للحصول على الدكتوراه.
بين عام 2011 وعام 2012 كانت نسبة الدروز حوالي 12.5% من مجمل الطلاب الجامعيين العرب بالمقارنة مع 17.0% من المسيحيين وحوالي 71.6% من المًسلمين. بين عام 2017 وعام 2018 كانت نسبة الطلاب الجامعيين الدروز حوالي 1.7% من مجمل الطلاب الجامعيين الملتحقين في الجامعات الإسرائيلية، وضمت جامعة حيفا على أعلى نسبة من الطلاب الدروز (6.7%) تليها جامعة تخنيون (2.6%). بالمقابل ضم كل من معهد وايزمان للعلوم (0.1%) وجامعة بن جوريون (0.2%) على أقل نسبة للطلاب الدروز. في المقابل، بلغت نسبة الطلاب الجامعيين العرب في جامعة حيفا 32.7% تليها جامعة تخنيون (20.3%). وكانت مواضيع العلوم الاجتماعية (21.2%) أكثر مجالات الدراسة شيوعًا بين الطلاب الجامعيين الدروز، تليها التعليم والتدريب من أجل التدريس (21.0%)، والهندسة والعمارة (17.4%)، وعلوم الأعمال والإدارة (6.7%)، والإنسانيات (6.3%) والمهن الطبية المساعدة (5.9%).
بمعطيات دائرة الإحصاء المركزية الإسرائيلية هناك فجوة كبيرة بين المستوى الأكاديمي لدى الشّاب الدرزيّ -عمومًا- وبين المستوى الأكاديميّ لدى الشّابة الدرزيّة. بحسب مسح دائرة الإحصاء الإسرائيليّة لعام 2015، فإن 65.9% من الطلاب الدروز لدرجة البكالوريوس وحوالي 63.3% من الطلاب الدروز لدرجة الماجستير هم من النساء. وحصل 15.3% من مجمل الدروز الإسرائيليين على شهادة جامعية أو الدراسات العليا، بالمقابل حصل 63.0% من المسيحيين العرب في إسرائيل وحوالي 58.0% من اليهود على شهادة جامعية أو الدراسات العليا.

## المجتمع

### الهوية الوطنية

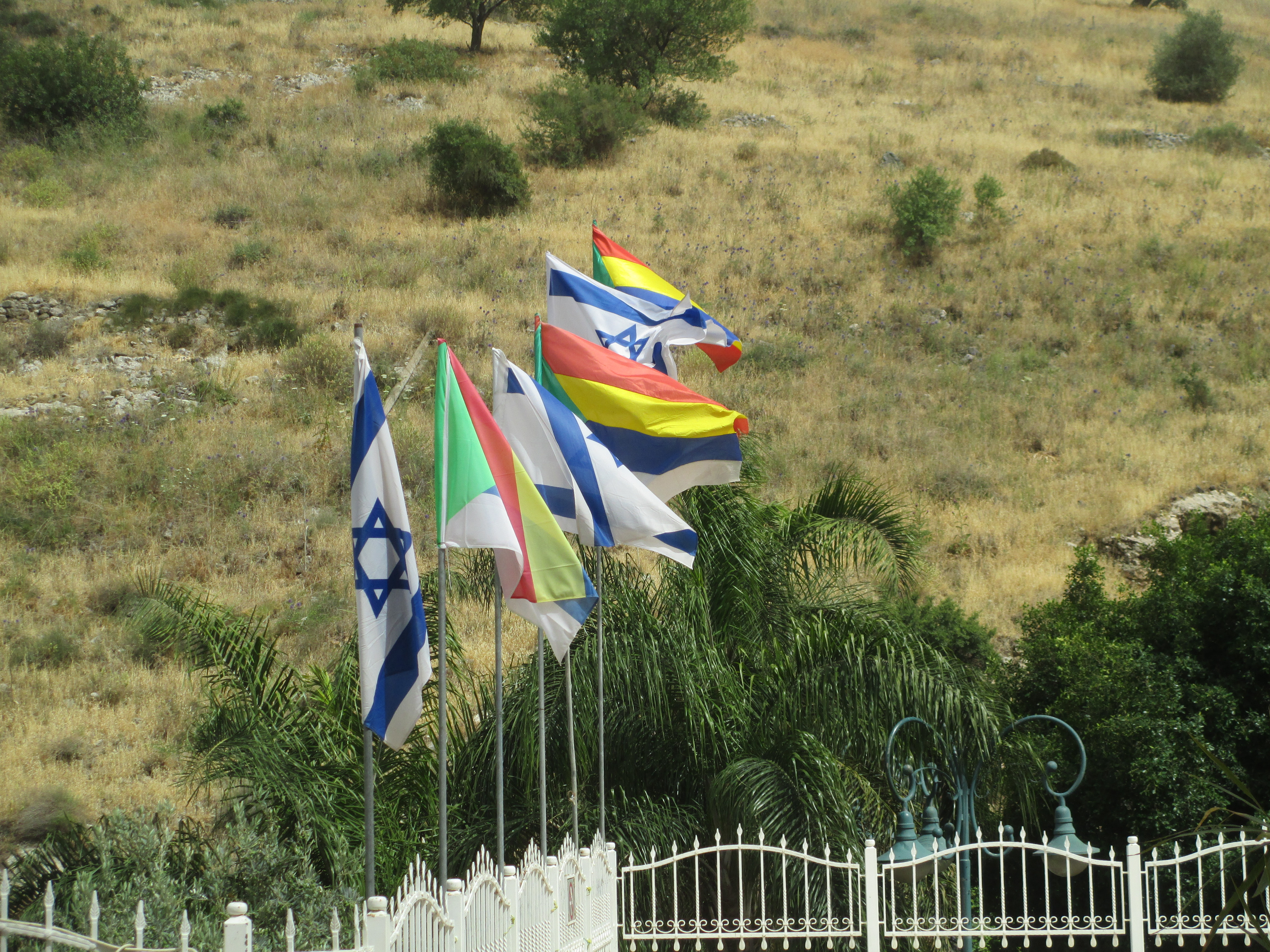
العلم الإسرائيلي والدرزي مرفوع في مدخل مقام النبي شعيب.

وفقاً لدراسة عن الهوية أجريتْ على الدروز في إسرائيل، وُجد أنّ معظمهم يعرّفون أنفسهم بأنّهم «دروز» قبل كلّ شيء، ثم بعد ذلك «إسرائيليّون»، وأخيرًا «عرب». رغم أن بعض الدروز يعتبرون أنفسهم «دروزاً فلسطينيين». وبحسب صالح الشيخ، فإن معظم الدروز لا يعتبرون أنفسهم فلسطينيين: «إن هويتهم العربية تنبع من اللغة المشتركة ومن الخلفيَّة الاجتماعية والثقافية، ولكنها منفصلة عن أي مفهوم سياسي وطني. وهي غير موجه إلى الدول العربية أو القومية العربية أو الشعب الفلسطيني، ولا تعبر عن أي مصير معهم، ومن هذا المنظور، فإن هويتهم هي إسرائيل، وهذه الهوية أقوى من هويتها العربية». وعلى عكس المواطنين العرب في إسرائيل، فالدروز أقل تأكيداً على هويتهم العربية وأكثر تأكيداً على هويتهم الإسرائيلية، وأقلية منهم يُعرّفون أنفسهم على أنهم فلسطينيون. ويُلزم على الدروز من الذكور التجنيد في الجيش الإسرائيلي، وهم معروفون بنسب التجنيد العالية في الجيش، ويخدمون أيضًا في وحدات قتاليّة، ومنهم من يتبوأ مراتب رفيعة.
في استطلاع أجراه عام 2008 البرفسور يوسف حسن من جامعة تل أبيب، عرّف 94% من المجيبين الدروز بأنهم «دروز إسرائيليون» في السياق الديني والوطني، بالمقابل قال 43% من المجيبين المسلمين وحوالي 24% من المجيبين المسيحيين أنهم «فلسطينيون». وفقاً لاستطلاع أجراه مؤشر الديمقراطية الإسرائيلي عام 2015 قال 54% من المستطلعين الدروز العرب أنّ الهوية الدينية (الهويَّة الدرزيَّة) هي الهوية الأكثر أهمية بالنسبة لهم، تلاها الهوية الإسرائيليًّة (37%) والهوية العربيَّة (5%). وفقاً لدراسة مركز بيو للأبحاث عام 2017 قال 71% من الدروز في إسرائيل أنهم عرب من الناحية العرقية، بالمقارنة مع 99% من المسلمين وحوالي 96% من المسيحيين قالوا أنهم عرباً من الناحية الإثنيّة. في حين توزعت النسبة المتبقية بين «آخر» أو «درزي» أو «درزي عربي».(1) وتوجد أقلية من الدروز الذين لا يرون أنفسهم حتى عربًا، بل كمجموعة عرقية متميزة تتحدث باللغة العربية. وبحسب دراسة فإن أقلية من الدروز يعتبرون أنفسهم «فلسطينيين»، ويميلون أكثر إلى التشديد على الهوية الدرزية أو الإسرائيلية. على الرغم من ذلك لعب بعض المثقفين الموحدون الدروز أدواراً مهمة في إنتاج الثقافة الفلسطينية العربية في إسرائيل.
بالمقابل يُعتبر السكان الدروز المقيمين في مرتفعات الجولان التي احتلتها إسرائيل عام 1967، بمقام المُقيمين الدائمين بموجب قانون هضبة الجولان لعام 1981. وقد قبلت نسبة قليلة منهم المواطنة الإسرائيلية الكاملة، والغالبية العظمى منهم يعتبرون أنفسهم جزء من الشعب السوري ومواطنين سوريين. ويميل الغالبية من دروز الجولان على التماهي مع الهوية والقومية العربية وبالأخص الهوية السورية.

### الهوية الدينية

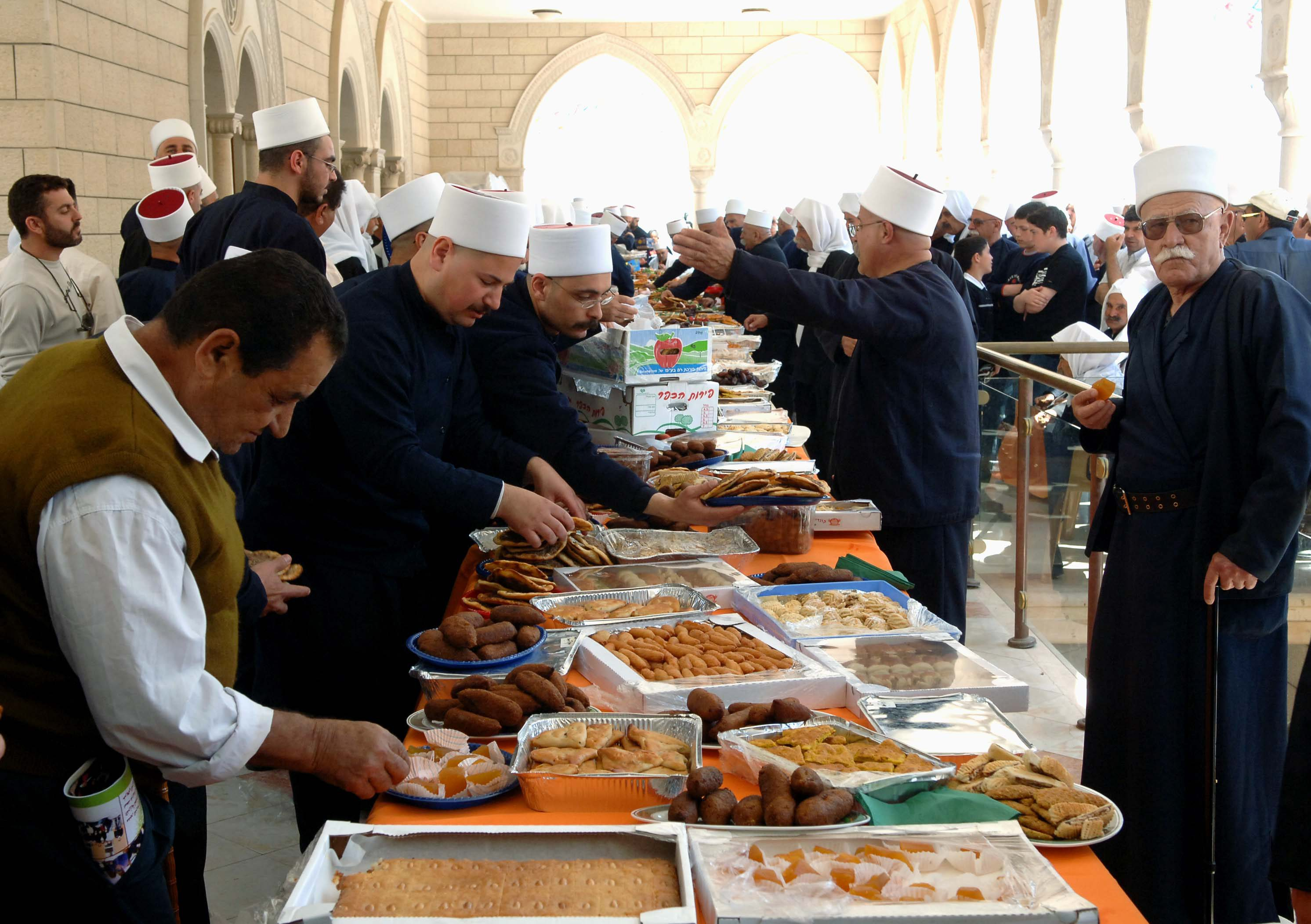
دروز خلال زيارة مقام النبي شعيب في حطين.

وجدت دراسة قامت بها مركز بيو للأبحاث عام 2015 أنَّ الدروز في إسرائيل ينقسمون بشكل بين أولئك الذين يقولون أن جوهر هويتهم الدرزية هي في المقام الأول مسألة دينيَّة (18%)، وأولئك الذين يقولون أن هويتهم الدرزيَّة مرتبطة أساسًا بالسلالة أو العائلة أو الثقافة (35%)، وأولئك الذين يقولون أنَّ هويتهم الدرزيَّة هي مزيج من الدين والنسب والثقافة (37%). وذلك بالمقارنة مع 45% من المسلمين و31% من المسيحيين و22% من اليهود الذين يقولون أن جوهر هويتهم الدينيَّة هي في المقام الأول مسألة دينيَّة.
بحسب الدراسة قال حوالي 72% من الدروز، أنهم يقدرون هويتهم الدرزيَّة أو كونهم دروز كثيرًا، وهي نسبة مماثله لكل من المسلمين والمسيحيين، لكنها أعلى بكثير من اليهود الذين قالوا أنهم يقدرون هويتهم اليهوديَّة (54%). أعرب أيضًا حوالي 93% من الدروز في إسرائيل بأنَّ هويتهم الدرزيَّة هي مصدر فخر واعتزاز بالنسبة لهم، في حين قال 90% من الدروز أنَّ لديهم شعور قوي بالانتماء للمجتمع الدرزي، وقال 64% من الدروز أنَّ لديهم شعور خاص بالمسؤولية لمساعدة للدروز الذين هم بحاجة إلى المساعدة في جميع أنحاء العالم. وقال 16% من المسلمين الإسرائيليين أنهم يعتبرون الدروز من ضمن الطوائف الإسلامية أو مُسلمين.

### الالتزام الديني

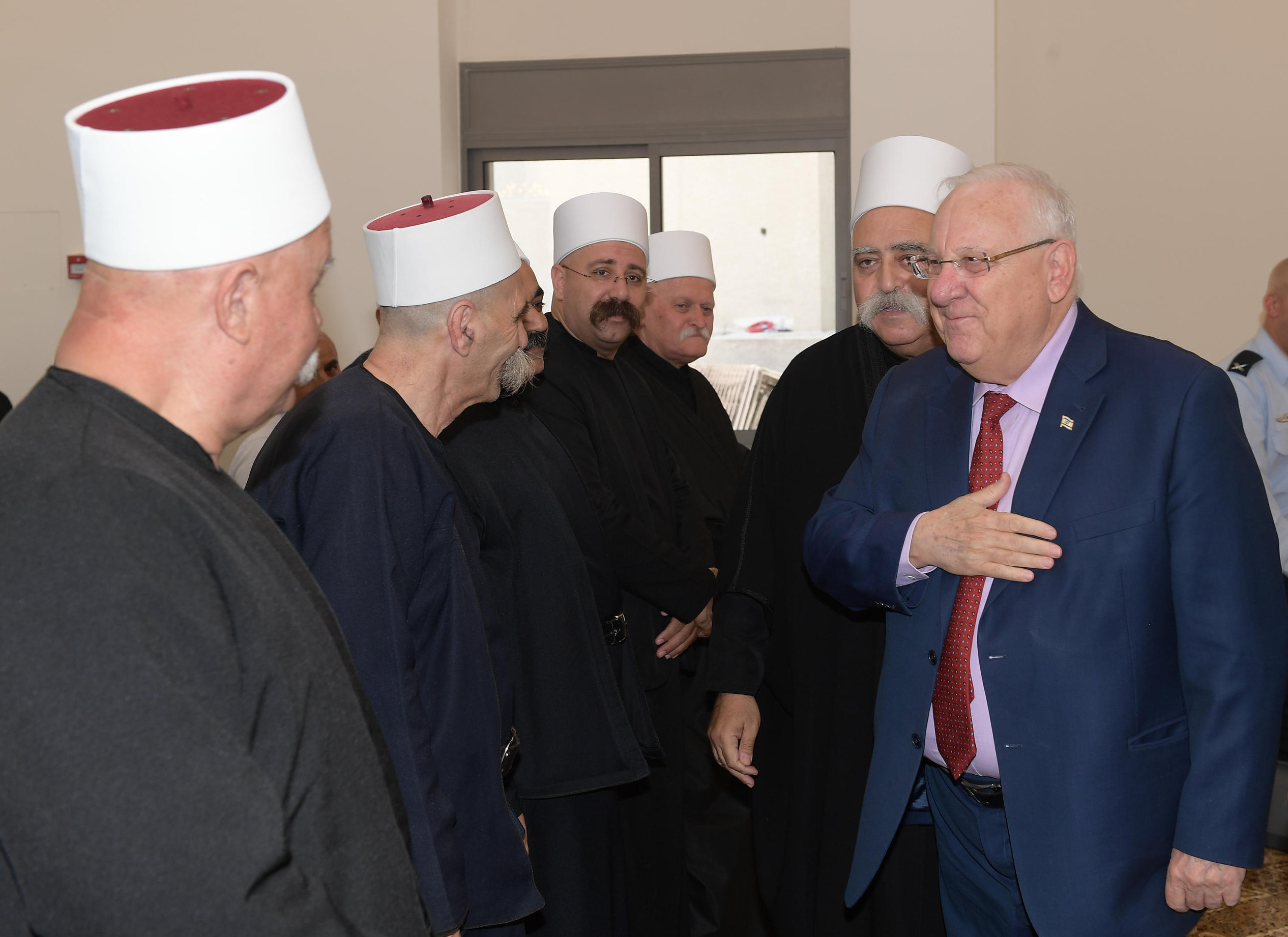
مشايخ الدروز بلباسهم التقليدي خلال لقاء مع رؤوفين ريفلين في جولس.

وجدت دراسة قامت بها مركز بيو للأبحاث عام 2015 أنَّ حوالي 49% من الدروز يعتبرون أنّ للدين أهميَّة كبرى في حياتهم، بالمقارنة مع 68% بين المُسلمين، وحوالي 57% بين المسيحيين، وحوالي 30% بين اليهود. ويقول حوالي 26% من الدروز بأنهم يصلون بشكل يومي، مقارنة بحوالي 61% من المسلمين، وحوالي 34% من المسيحيين، وحوالي 21% من اليهود. بينما يُصرِّح 25% من الدروز، و27% من اليهود، و38% من المسيحيين بأنهم يحضرون المراسم الدينيَّة على الأقل مرة في الأسبوع، بالمقابل يُصرح حوالي 49% من المسلمين في إسرائيل بأنهم يذهبون إلى المسجد على الأقل مرة في الأسبوع. وفقاً لاستطلاع قامت به مؤشر الديمقراطية الإسرائيلي عام 2015 قال 43% من المستطلعين الدروز العرب في إسرائيل أنهم تقليديين في حين قال 36% أنهم غير متدينين على الإطلاق وقال 14% أنهم متدينين وقال فقط 7% أنهم متدينين جداً.
ينقسم المجتمع عند الدروز عادةً إلى العقال أي الذين قد اتبعوا المسلك الديني، والجهّال أي الذين يعلمون بأمور عقيدتهم لكنهم غير متبعين طريق الزهد أو المسلك الديني. ولا يعترف الدروز بأي تسلسل ديني، وعلى هذا النحو، لا يوجد «رجال دين دروز». عموماً لا توجد معيطات إسرائيلية عن نسب الدروز العقال والجهّال. لكن بناءً على استطلاعات مختلفة يميل الدروز في إسرائيل إلى أن يكونوا أقل تديناً من ناحية أهمية الدين في حياتهم أو ممارسة الطقوس الدينية أو التردد على أماكن العبادة بالمقارنة مع المسلمين والمسيحيين العرب، بالمقابل تشير المعيطات إلى أنهم أكثر تديناً بالمقارنة مع اليهود الإسرائيليين.

### الخروج عن الدين
وجدت دراسة قامت بها مركز بيو للأبحاث عام 2015 أن الغالبية الساحقة من الدروز تَستمر تقريبًا في الانتماء في مرحلة الكهولة لنفس الديانة التي نشؤوا عليها في طفولتهم. كما وأفاد أقل من 1% الدروز في إسرائيل من المتزوجين بأنهم متزوجين من شريك ينتمي لديانة أخرى. واستناداً إلى البيانات الرسمية التي وردت من المحاكم الدينية الدرزية، حوالي 43.5% من 145 حالة للدروز الإسرائيليين الذين ارتدوا وتركوا العقيدة الدرزية بين عام 1952 إلى عام 2009، تحولوا إلى الديانة الإسلامية، وحوالي 38% تحولوا إلى الديانة اليهودية، وحوالي 10% تحولوا إلى الديانة المسيحية. وبحسب البيانات كانت معظم حالات اعتناق الإسلام بين الدروز لدوافع سياسية بحتة، في حين كانت العديد من الحالات الأخرى بسبب الزواج من شريك غير درزي، حيث وفقاً للمذهب الدرزي فإن زواج الفتاة الدرزية أو الشاب الدرزي من غير ديانة هو بمثابة الخروج عن الدين الدرزي. وبحسب البيانات الرسمية ضمت كل من يركا وعسفيا وشفا عمرو والرامة وبيت جن على أكبر عدد للمرتدين عن المذهب الدرزي على التوالي. ولدى المجتمع الدرزي نظرة سلبية للمرتدين والذي يشمل زواج الفتاة أو الشاب الدرزي من غير ديانة، وبالتالي يُجبر المرتدين عن المذهب الدرزي ومن يتزوج من شريك غير درزي على مغادرة قريتهم والنفي إلى أماكن بعيدة غير درزية، ويذهب هذا الضغط الديني والاجتماعي إلى ما بعد زواجهم وانجابهم بعزلهم ووضعهم في خانة المنبوذين. غالباً ما تكون الوجهة للمرتدين عن المذهب الدرزي إلى مدن مثل حيفا والقدس وكرمئيل وتل أبيب، وفي بعض الحالات إلى القرى المسلمة أو المسيحية. بالمقابل هاجر عدد قليل منهم إلى كندا والولايات المتحدة.

### القضايا الاجتماعية

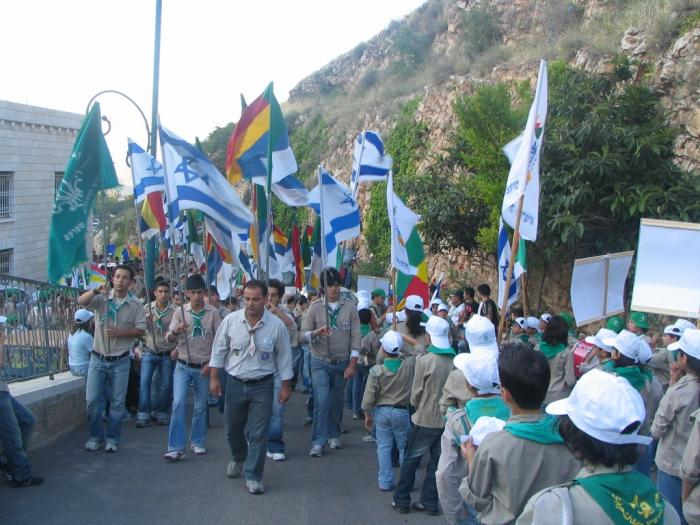
الكشافة الدرزية خلال زيارة مقام النبي شعيب في حطين.

تُفيد الغالبيَّة من الدروز (83%) بأنَّ كافة أو أغلب أصدقائهم ينتمون إلى نفس مجموعتهم الدينية، في صرَّح 22% من الدروز بأن كافة أصدقائهم هم من نفس ديانتهم. يفيد أقل من 1% من سكان إسرائيل الدروز المتزوجين بأنهم متزوجين من شريك ينتمي لديانة أخرى. معظم الدروز يرفضون فكرة الزواج المختلط دينيًا؛ حيث يفيد 87% من الدروز بأنهم يرفضون فكرة زواج أحد أبنائهم/بناتهم من أحد اليهود، كما يفيد كذلك معظم الدروز (87%) بأنهم سيشعرون بعدم الارتياح إذا تزوج أحد أبنائهم/بناتهم من أحد المسيحيين، كما يفيد كذلك معظم الدروز (85%) بأنهم سيشعرون بعدم الارتياح إذا تزوج أحد أبنائهم/بناتهم من أحد المسلمين. وفقاً لاستطلاع قام به مؤشر الديمقراطية الإسرائيلي عام 2015 قال 2% من المستطلعين الدروز العرب أنّهم يُوافقون على تقبّل اليهودي/ة كشريك/ة حياة له/ا أو لأولاده/ا، بالمقابل يتقبل 72% من المُستطلعين الدروز اليهود كجيران، ويتقبّل 81% اليهود كأصدقاء ويتقبّل 85% اليهود كزملاء في العمل.
سياسيًا يميل الدروز أن يكونوا جزءًا من الأحزاب المعارضة، وفقًا لاستطلاع بين السنوات 2014-2015 شعر حوالي 16% من الدروز الإسرائيليين أنهم أقرب إلى حزب العمل الإسرائيلي وحزب الجبهة الديمقراطية للسلام والمساواة، وشعر حوالي 12% من الدروز بأنهم الأقرب إلى حزب كاديما، وشعر حوالي 11% من الدروز بأنهم الأقرب إلى حزب الليكود. في المجمل 19% من مجمل الدروز يصوتون للقائمة العربية المشتركة، بالمقارنة مع 25% من الدروز لا يصوتون لأي حزب، وحوالي 40% من الدروز يصوتون لأحزاب المعارضة الصهيونية اليساريَّة، وحوالي 15% من الدروز يصوتون للأحزاب الصهيونية اليمينيَّة. في انتخابات سبتمبر عام 2019 صوّت 16.4% من الدروز للقائمة العربية المشتركة بالمقارنة مع 68.3% من البدو في الشمال وحوالي 66.9% من المسيحيين، لكن شهدت انتخابات أبريل عام 2020 تضاعف بالتصويت وبقوة القائمة العربية المشتركة في جميع القرى الدرزيَّة، على حساب حزب الليكود وكَحُول لَڤَان، ووجد استطلاع لمؤسسة ديركت بلوس في فبراير عام 2020 أن حوالي 65% من المجيبين الذين عرفوا أنفسهم على أنهم دروز يؤيدون للقائمة العربية المشتركة. وبحسب المحللين من أسباب التغيير في التصويت الدرزي شعور الأقلية الدرزية بالخيانة بسبب الخطوة التي تقدمت بها حكومة بنيامين نتانياهو من خلال تمرير قانون الدولة القومية لليهود في إسرائيل وأعربت عن غضبها عن ذلك من صناديق الاقتراع. كما أنّ جابي أشكنازي الرجل الرابع في حزب كَحُول لَڤَان أُتهم «بالتفوه قبل سنوات بعبارات مسيئة للطائفة الدرزية»، يُذكر أنّ القائمة العربية المشتركة تضم على نائب ينتمي إلى الطائفة الدرزية. كما وجادل محللين إسرائيليين إلى أنّ الزيادة بأعداد الناخبين الدروز الذين قاموا بالتصويت للقائمة العربية المشتركة عكس تحولاً في الطريقة التي ينظر بها البعض إلى هويتهم.
سياسيًا يَعتبر غالبية الدروز الإسرائيليين (66%) بأن المستوطنات تضر بأمن إسرائيل، ويُبين الاستقصاء بأنّّ 58% من الدروز لا يؤمنون بأنه يمكن لدولة إسرائيل أن تكون دولة يهودية ودولة ديمقراطية في نفس الوقت. ويعتقد حوالي 8 من كل 10 أشخاص من عرب إسرائيل (79%) بأنَّ هناك تمييز عنصري كبير في المجتمع الإسرائيلي ضد المسلمين. ويعتبر حوالي 42% من الدروز أنَّ الحكومة الإسرائيليَّة غير صادقة في السعي للوصول إلى اتفاقيَّة سلام.

### اللهجة
يميل الدروز إلى التحدث في لهجة عربية متميزة، على الرغم من عدم الاعتراف بهذه اللهجة رسمياً من قبل مشرفي اللغة العربية (في المقام الأول مجمع اللغة العربية بالقاهرة)، وهذه اللهجة هي الأقرب إلى نطق العربية الفصحى. وعادةً ما يكون النطق الدرزي موحداً، على الرغم من أن بعض المُفردات تختلف وفقاً لبلد إقامة المتحدث. في بعض الأحيان، يعتمد الدروز لهجة أخرى ويتخلى عن النطق الدرزي. والميزة للنطق الدرزي العربي هي صرامة نطق جميع الحروف كما يتم التعبير عنها عادةً باللغة العربية. من الناحيّة اللغويّة، يتحدث غالبية الدروز في إسرائيل كل من اللغة العربية واللغة العبرية بطلاقة. اللغة المحكيّة أساسًا في المنازل والبلدات الدرزيّة هي اللغة العربية العامية، ويتأثر الجزء الشمالي من البلاد باللهجة اللبنانية وخاصةً بين الدروز. وقد دخلت بعض الكلمات العبرية على اللهجة العامية العربية. على سبيل المثال، غالبًا ما يستخدم الدٌروز العرب كلمة يسيدر (بالعبرية: בְּסֵדֶר) والتي تعني حسنُا بينما يتحدون بالعربية. الكلمات العبرية الأخرى التي دخلت على اللهجة العربية هي رموز (بالعبرية: רַמְזוֹר) والتي تعني إشارة توقف، ومزجان (بالعبرية: מַזְגָן) والتي تعني مكيّف هوائي، ومحاشيف (بالعبرية: מַחְשֵׁב) والتي تعني حاسوب، ومعونوت (بالعبرية: מָעוֹנות) والتي تعني سكن الطلاب الجامعي، وبيلفون (بالعبرية: פֶּלֶאפוֹן) والتي تعني هاتف محمول. نتيجة لهذا التداخل اللغوي نشأت اللهجة العربية الإسرائيلية.

## العلاقة مع الأديان الأخرى

### العلاقة مع الطوائف العربية

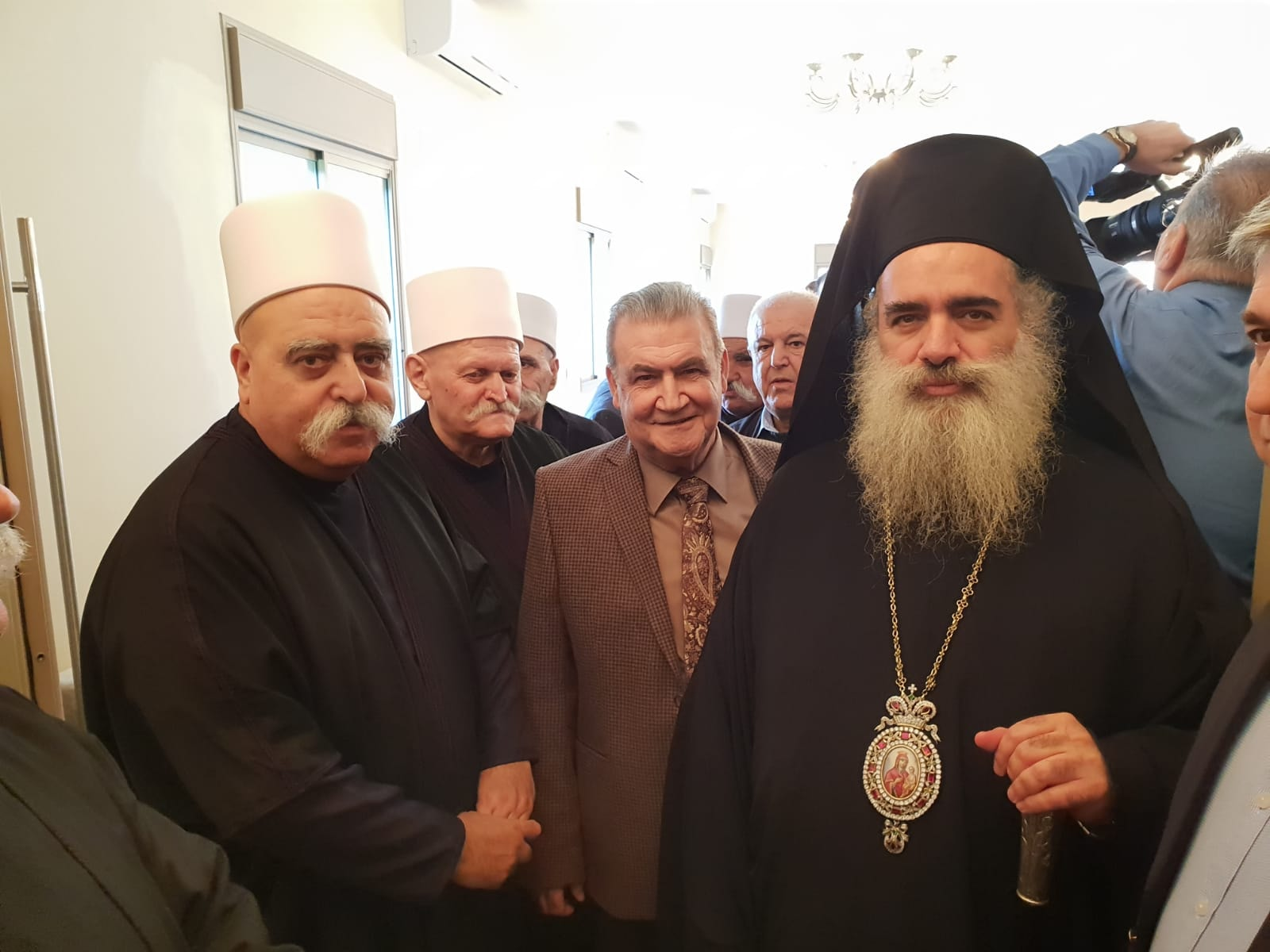
الرئيس الروحي للطائفة الدرزية موفق طريف إلى جانب المطران عطالله حنا.

اعتباراً من عام 2019، أصبح عدد سكان إسرائيل يُقدر بنحو 9,075,360 نسمة، وشكل المواطنون العرب حوالي 20.9% من السكان، دينياً، معظم عرب 48 من المسلمين، ولا سيّما من أهل السنة والجماعة. هناك أقلية عربية مسيحية مكوّنة من طوائف متنوعة إلى جانب أقلية من الموحدين الدروز. يعيش الدروز في عدد من قرى الجليل وجبل الكرمل بشكل منفرد مثل بيت جن وجولس وساجور وعين الأسد ويانوح-جت ويركا، أو اختلاطًا بالمسلمين والمسيحيين في أبو سنان ودالية الكرمل وكفرياسيف والمغار وشفاعمرو والرامة الجليليّة. وتضم بعض القرى التي يشكل غالبيَّة سكانها من الدروز على أقلية مسيحية عربيَّة مثل حُرفيش والمغار والبقيعة وكسرى-كفرسميع وعسفيا وغيرها. وتضم كل من كفرياسيف والرامة الجليليّة ذات الأغلبيّة المسيحية على أقلية من الموحدون الدروز، أما في الجولان الواقع تحت السيطرة الإسرائيلية، يتوزع الدروز فيه بين بقعاثا، وعين قنية، ومجدل شمس ومسعدة. وتضم كل من مجدل شمس وعين قنية على أقليّة مسيحيّة صغيرة.
عمومًا كانت العلاقات بين الطوائف الدينية في المجتمع العربي الإسرائيلي جيدة وهناك تعايش سلمي واختلاط على كافة المستويات، ويدرس العديد من الطلاب الدروز في المدارس المسيحية في منطقة الجليل وحيفا. على الرغم من ذلك هناك حالة من التباعد بين الموحدون الدروز والعرب المسلمين في إسرائيل، ويحمل هذا التباعد أو الشرخ في طياته مفاهيم أخرى اذ أنه ينطوي ضمن الصراع الإسرائيلي الفلسطيني، وذلك بسبب موقف المواطنين العرب الدروز في إسرائيل حول القضية الفلسطينية، خصوصاً أن شبابهم مُلزمون بأداء الخدمة العسكرية الإجبارية في الجيش الإسرائيلي، وهو أمر ترفضه معظم فئات المجتمع العربي في إسرائيل.
شهد المجتمع العربي في إسرائيل في الماضي العديد من الخلافات والنزاعات الطائفية وبعضها كان دموياً، أولها كانت بين المسيحيين والدروز في كفرياسيف سنة 1981 على خلفية شجار عام لكرة القدم بين فريقي كفرياسيف وجولس الدرزية، أدى ذلك إلى الهجوم على بيوت ومصالح وممتلكات المسيحيين في كفرياسيف. وشهدت بلدة المغار أحداث طائفية على خلفية اشاعات اتهمت أحد الشبان المسيحيين بنشر صور لفتيات درزيات عاريات مما أدى إلى اعتداء على كنيسة القرية وعلى ممتلكات المسيحيين؛ وشملت الأحداث تدمير للممتلكات من سيارات وتهشيم واجهات المحلات التجارية التابعة للمواطنين المسيحيين في البلدة. وتبين لاحقاً أن من نشر الصور شاب درزي. حيث وفقاً لمحللين يواجه العديد من الناس صعوبات اقتصادية في بلدة المغار، وقد تكون التوترات الطائفيَّة ناتجة عن العداء بين السكان المسيحيين الأكثر ثراء والدروز الأفقر. كما ويشكو القادة الدروز من أنه على الرغم من أن أبنائهم يخدمون في الجيش وفي قوات الشرطة، فإن الحكومة لا تكافئ المجتمع الدرزي، بينما يحصل الشباب المسيحي في الوقت نفسه على تعليم عالٍ ويحصلون على وظائف أفضل. وشهدت شفا عمرو عام 2009 اعتداءات وتحطيم وحرق سيارات خاصة ومنازل ومحال تجارية تعود ملكيتها لمسيحيين من قبل بعض الدروز وذلك على خلفية نشر مجهول صورًا على شبكة الإنترنت أساءت إلى الزعيم الروحي السابق للطائفة الدرزية أمين طريف. وفي عام 2014 شهدت قرية أبو سنان أعمال عنف طائفية بين الدروز والمُسلمين بعد مشاحنات على «فيسبوك» بين شبان دروز ومسلمين اتهمت كل مجموعة منهم الأخرى بالتعرض لبناتهم، وتطور الوضع إلى اشتباكات في الشارع. وأدى قتل شرطيين من المواطنين الدروز في إسرائيل من قبل ثلاثة شبان من سكان مدينة أم الفحم عام 2017 إلى خلافات ونزاعات بين المسلمين والدروز، حيث تعرضت مساجد في المغار ذات الأغلبية الدرزية إلى إطلاق النار.

### العلاقة مع اليهود

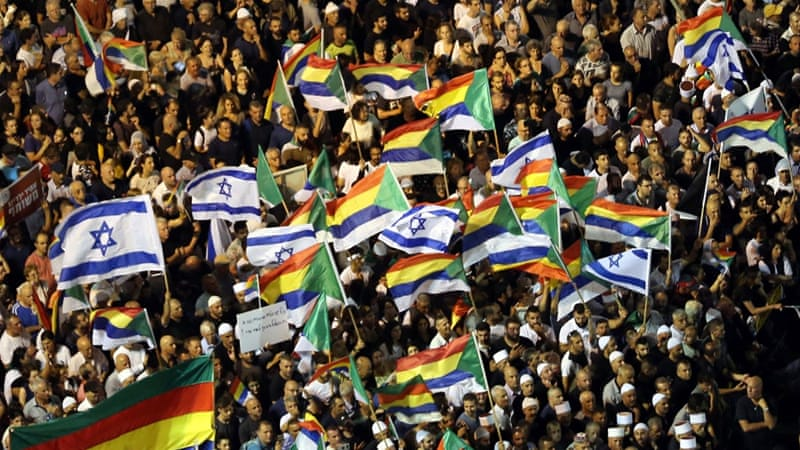
مُتظاهرون دُروز يحتجُّون على قانون الدولة القوميَّة في مدينة تل أبيب يوم 4 أغسطس عام 2018.

لا تضم التجمعات الدرزية في إسرائيل على مجتمعات يهودية، وبالتالي تبدأ العلاقة مع المجتمع اليهودي عموماً خلال الخدمة الإجبارية في الجيش الإسرائيلي. تؤمن أقلية من الدروز في مفهوم الصهيونية، وفي عام 1973 أسس أمل نصر الدين الدائرة الدرزية الصهيونية، وهي مجموعة تهدف إلى تشجيع الدروز على دعم دولة إسرائيل بشكل كامل ودون تحفظ. وينتمي عشرات من الدروز الإسرائيليين إلى الحركات الصهيونية الدرزية. وفقاً لاستطلاع قامت به مؤشر الديمقراطية الإسرائيلي عام 2015 على الرغم من أن الدروز أكثر «فخراً» بكونهم إسرائيليين بالمقارنة مع المُسلمين والمسيحيين العرب، الا أنّه عندما يتعلق الأمر بالاندماج مع الأغلبية اليهودية، يتقبلّ الدروز اليهود كجيران أو كأصدقاء أو كزملاء عمل بشكل أقل من المسلمين والمسيحيين. ورغم أن الدروز يتعاملون مع اليهود بشكل يومي في بعض المؤسسات مثل الجيش الإسرائيلي على سبيل المثال، الا أنهم كانوا أقل استعداداً للعلاقات الشخصيّة مع اليهود بالمقارنة مع المسلمين والمسيحيين العرب.
مع سنّ قانون الدولة القومية لليهود في إسرائيل عام 2018 أثار قانون الدولة القومية سخط الدروز لما ينطويه عن إقصاءٍ لكُل من هو غير يهودي، مما تسبب بتقديم 3 نوّاب دروز استئنافًا ضد القانون المذكور، تزامنًا مع حملة احتجاجات أطلقتها المراجع الروحية والفاعليات في القرى الدرزية، وصولًا إلى تقديم بعض الضبَّاط الدروز استقالاتهم من الجيش الإسرائيلي، فضلًا عن انتقاد الكثير منهم للقانون بكتابات عبر صفحات موقع فيسبوك. ونادى بعض الضبّاط الدروز بوقف فرض التجنيد الإلزامي على أبناء الطائفة الدرزية في إسرائيل مما أثار خشية مسؤولين إسرائيليين من احتمال حصول تمردٍ دُرزيٍّ داخل الجيش وخروجٍ جماعيٍ منه. وتأكيدًا على خطورة الوضع داخل الجيش الإسرائيلي، من تململ الضبّاط والجنود الدروز، التقى رئيس أركان الجيش غادي أيزنكوت بالزعيم الروحي لطائفة الموحّدين الدروز الشيخ موفق طريف في مُحاولةٍ لامتصاص نقمة الطائفة على ذلك القانون. وشارك أكثر من 100 ألف درزي في تظاهرةٍ احتجاجية أقامها الإسرائيليون المُعارضون لقانون الدولة القومية، تحت شعار «المسيرة من أجل المساواة»، وذلك أمام مبنى بلدية تل أبيب. وتقدّم المشاركين المرجع الروحي الشيخ موفق طريف، وشخصيات سياسية وعسكرية إسرائيلية، بينهم رئيس أسبق لجهاز «الشاباك» هو يوفال ديسكين، ورئيسان أسبقان لجهاز «الموساد» هما تمير برودو وأفرايم هليفي ورئيس أركان الجيش الإسرائيلي الأسبق غابي أشكنازي. ورفع المشاركون الأعلام الدرزية والإسرائيلية، فيما قامت بلدية تل أبيب بطلاء مبناها بألوان علم الطائفة الدرزية.

## الأماكن المقدسة لدى الدروز

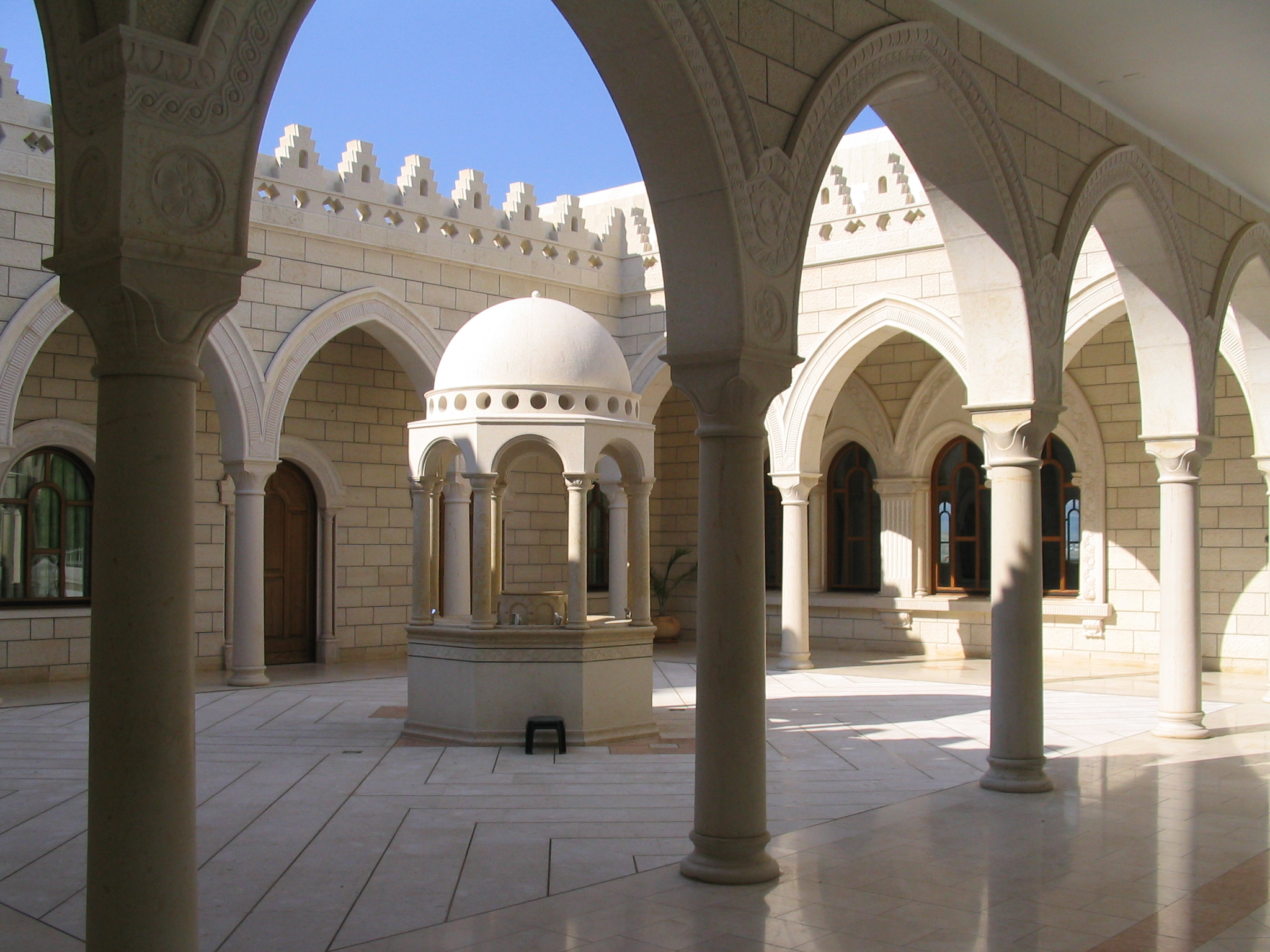
مقام النبي شعيب في حطين.

هناك حوالي 130ً مكاناً مقدًساً ومقاماً لدى الدروز في أنحاء منطقة الشرق الأوسط، من بينها نحو 70 في إسرائيل، ونحو 40 في لبنان، وستة عشرة في سوريا، وواحد في الأردن. وتقع هذه الأماكن المقدسة والمقامات داخل القرى، وعلى رؤوس الجبال، وفي المغاور، وبالقرب من عيون الماء والينابيع. وتقوم معظم الأماكن المقدسة والمقامات لدى الطائفة الدرزيّة في مواقع تشكل علامات بارزة في شخصيات لديها أهمية دينية في مذهب التوحيد أو موقع دفنها، والأماكن المقدسة لدى الموحدون الدروز هي مواقع أثرية مهمة للمجتمع وترتبط بالأعياد الدينية؛ وأبرز مثال على ذلك مقام النبي شعيب، هو مقام النبي شعيب الشخصية المحورية في المذهب الدرزي، والذي يقع قرب قرية حطين في إسرائيل حيث يُعتقد بأنّ النبي شعيب قد دُفن فيه، ويُعتبر هذا المقام أحد أقدس المواقع عند الطائفة الدرزية، ومقصدًا للزوار الدروز. وبعد عام 1948 تم نقل حجز القبر إلى الطائفة الدرزية، والذين يحجون إليه في كل عام في موعد محدد من 25-28 أبريل. أما ثاني أبرز المقامات الدرزية فهو مقام الخضر في كفرياسيف، ويُعد الخضر من أهمّ الأنبياء في مذهب التوحيد الدرزي؛ يليه مقام النبي سبلان في قرية حُرفيش وهو أحد الأماكن المقدسة الهامة لدى الدروز.
من المقامات ذات الأهمية الدينية لدى الموحدون الدروز هي ضريح أبو إبراهيم، والذي يعتبره الدروز نبياً حيث كان من أكبر دعاة مذهب التوحيد في عهد الخليفة الفاطمي الحاكم بأمر الله في القرن الحادي عشر، ويقع المقام في أقدم جزء من دالية الكرمل. ومقام الست سارة في قرية كسرى، وهي إحدى النساء البارزات والمهمات في فترة الدعوة إلى مذهب التوحيد إبان القرن الحادي عشر. ومقام الشيخ الفاضل في قرية كفرسميع، ويقع مقام سيدنا عبد الله في بلدة عسفيا.
يقوم الموحدون الدروز بين الحين والآخر بارتياد الأماكن المقدسة لديهم، وهو ما يسمى بطقس «الزيارة». قسم من هذه الزيارات هي زيارات عموميَّة لعامة أبناء الطائفة، حيث تكون هذه الزيارات في مواعيد ثابتة من كل سنة، وفي أيام الأعياد بشكل أساسي؛ بينما بقيّة الزيارات هي زيارات شخصيَّة وفرديَّة يقوم بها الأفراد مع أبناء عوائلهم في الأوقات الملائمة لهم.

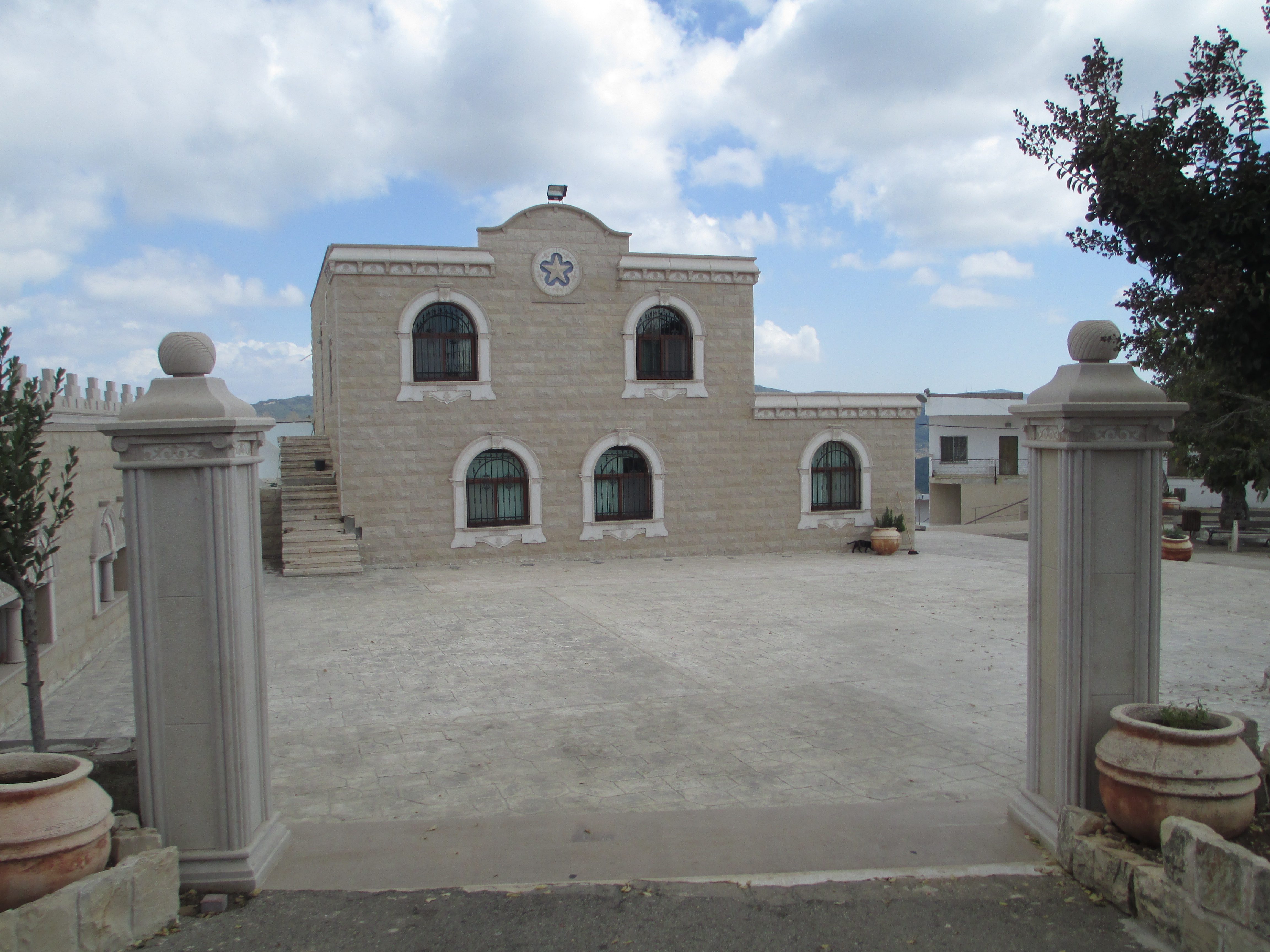
مقام النبي سبلان في حُرفيش
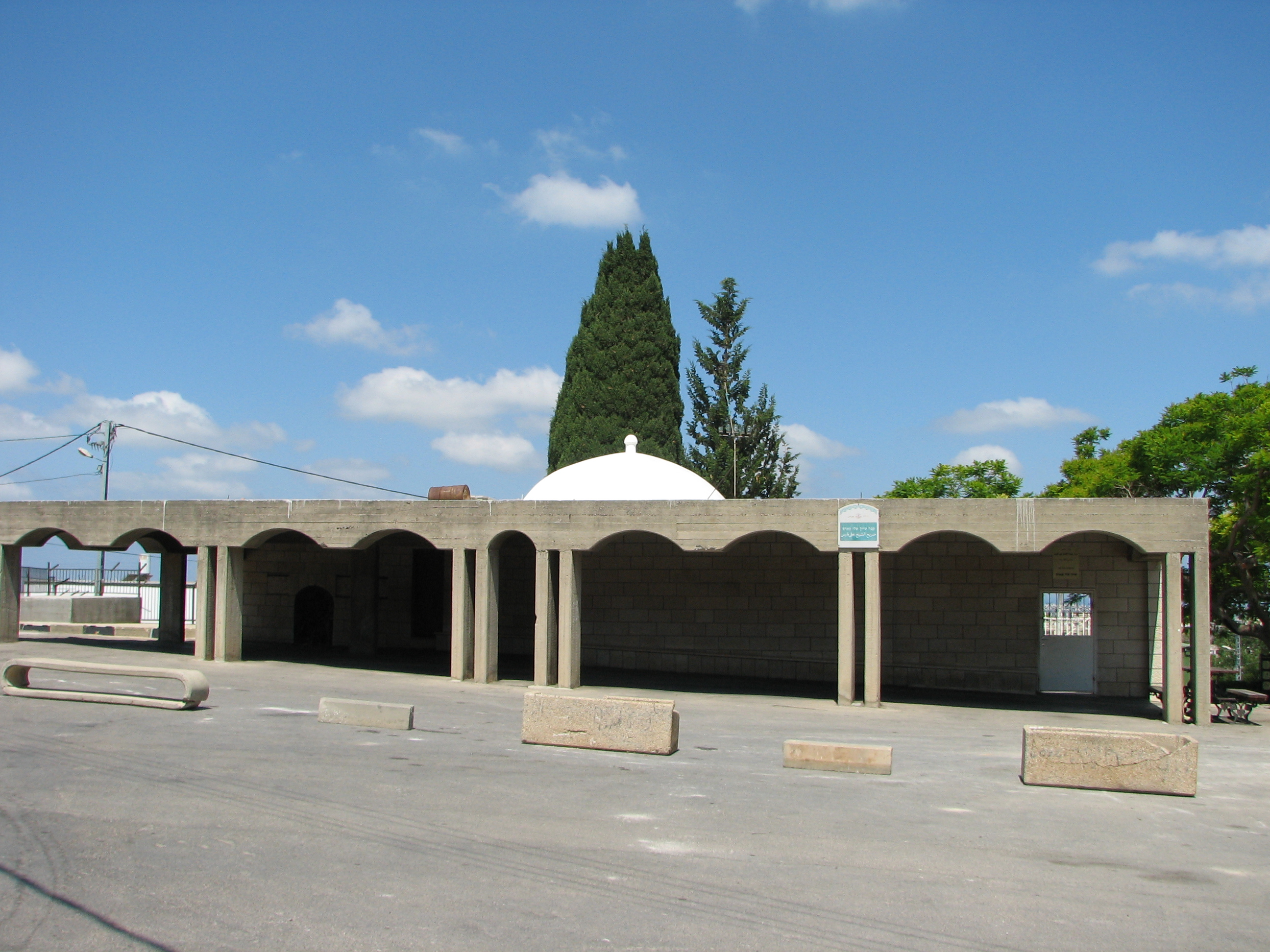
ضريح الشيخ علي فارس في جولس
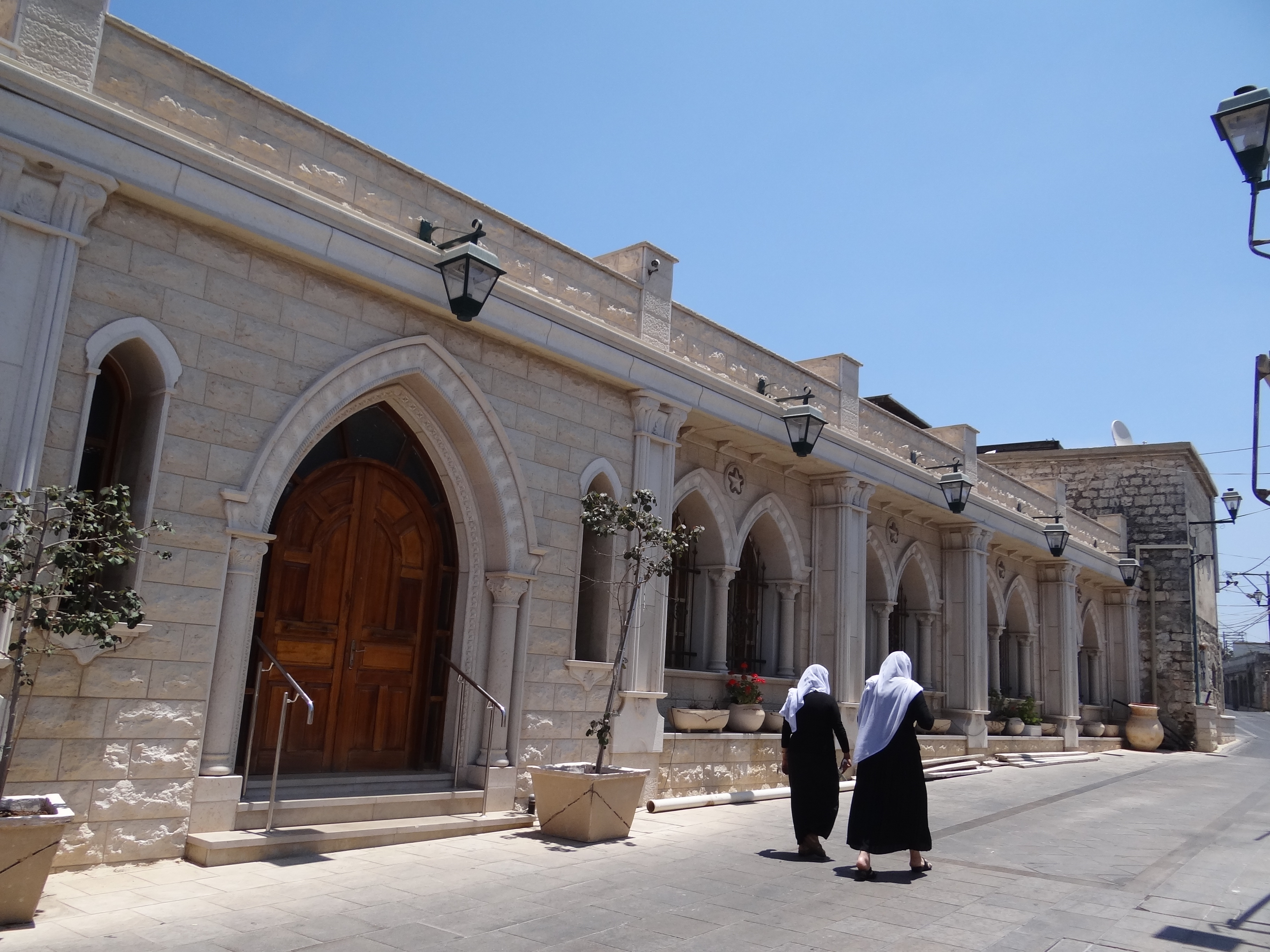
ضريح أبو إبراهيم في دالية الكرمل
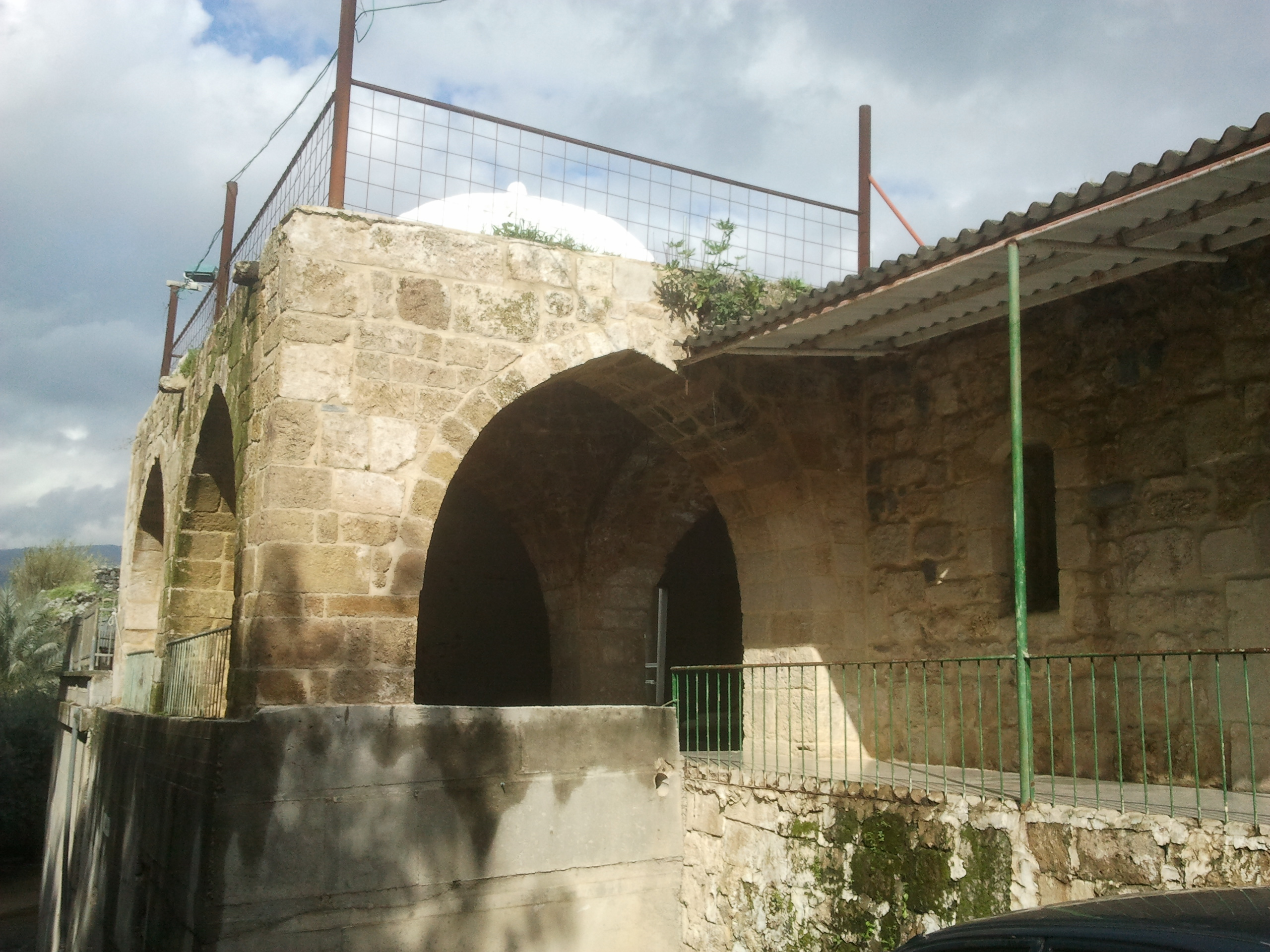
مقام النبي يهودا في سهل الحولة
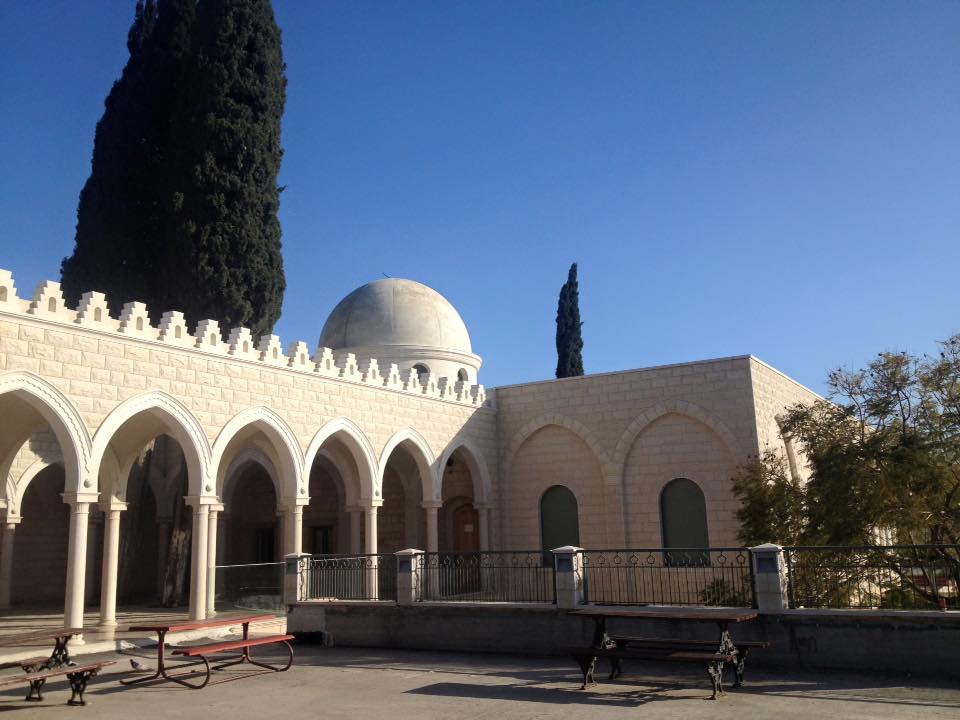
مقام الخضر في كفرياسيف
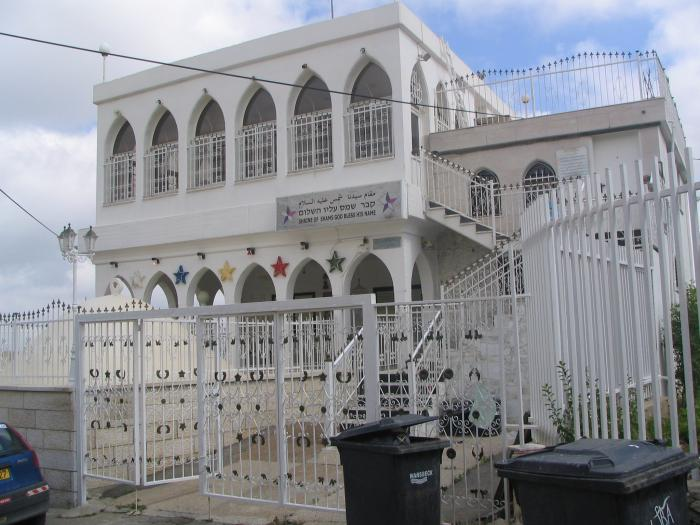
مقام "سيدنا شمس" في يانوح
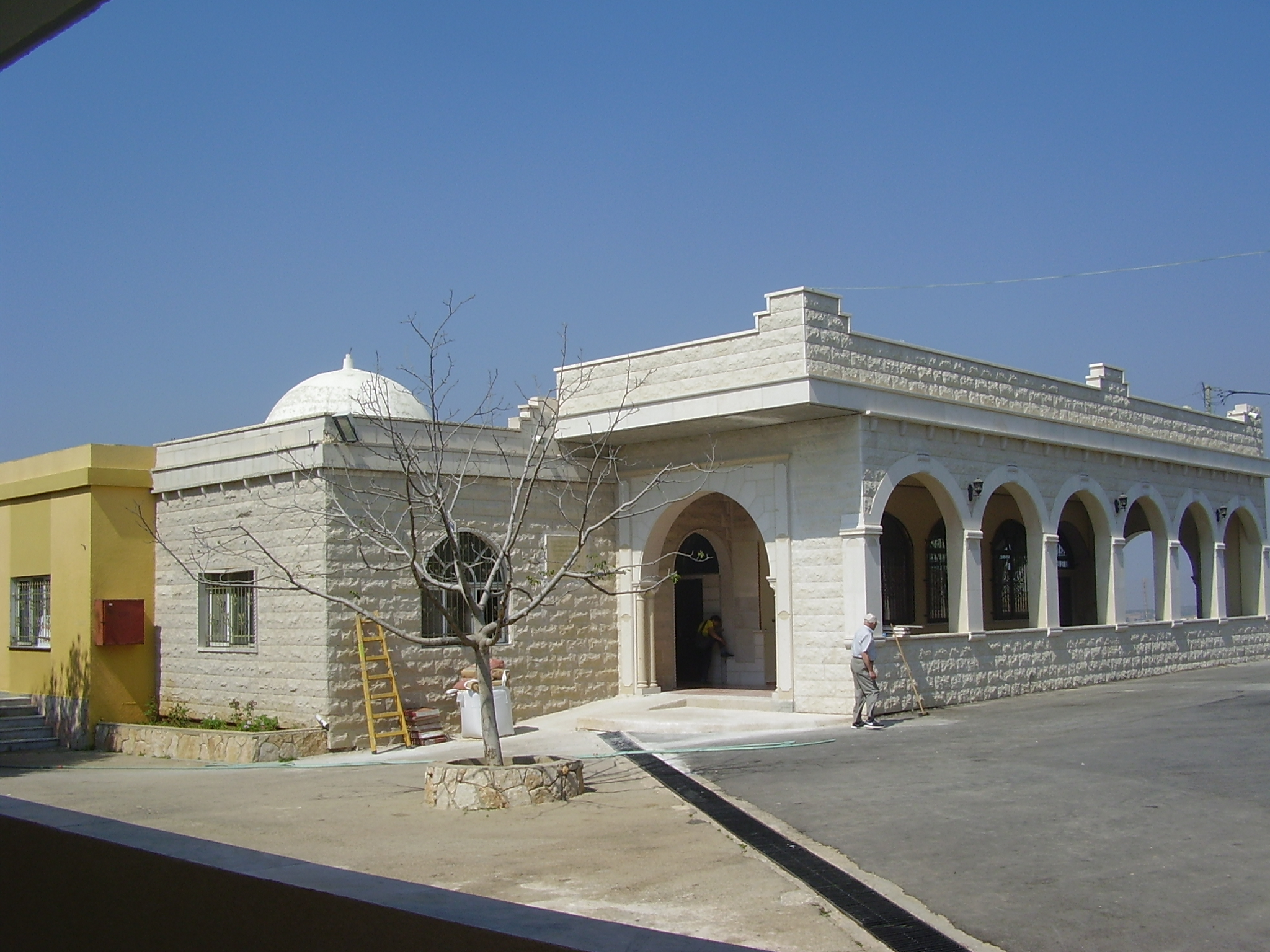
مقام بهاء الدين في بيت جن
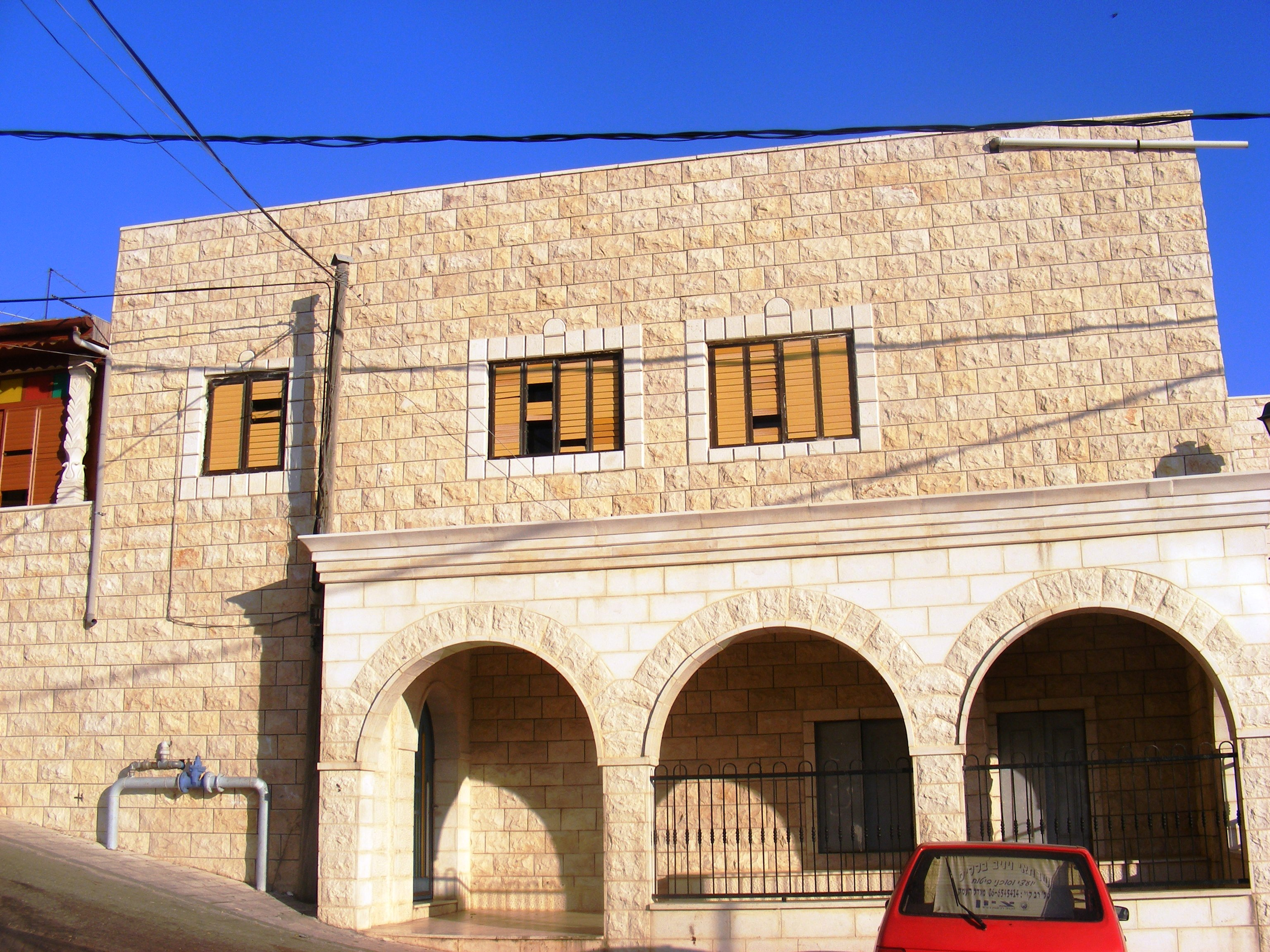
خلوة درزية في بلدة المغار
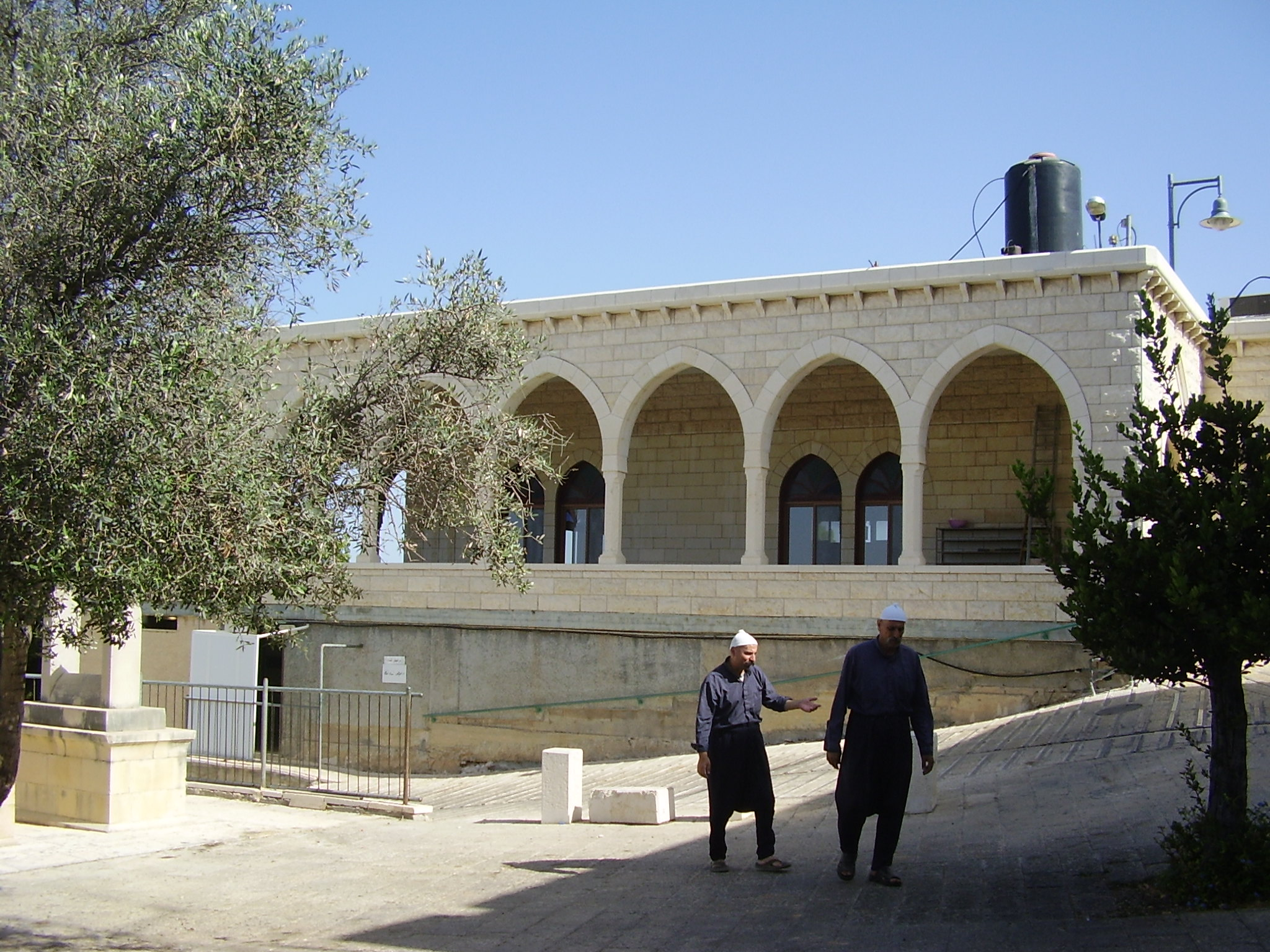
خلوة درزية في يركا

## الهوامش
- 1. بحسب دراسة قام بها مركز بيو للأبحاث عام 2017 "تقريباً جميع المسلمين (99%) والمسيحيين (96%) الذين شملهم الاستطلاع في إسرائيل يعرفون أنهم كعرب. تقول نسبة أصغر إلى حد ما من الدروز (71%) إنهم عرب الإثنية، ويعرّف المجيبون الآخرون من الدروز عرقهم بأنه "آخر" أو "درزي" أو "دروز عرب".[147]